# Quân Giải phóng miền Nam Việt Nam

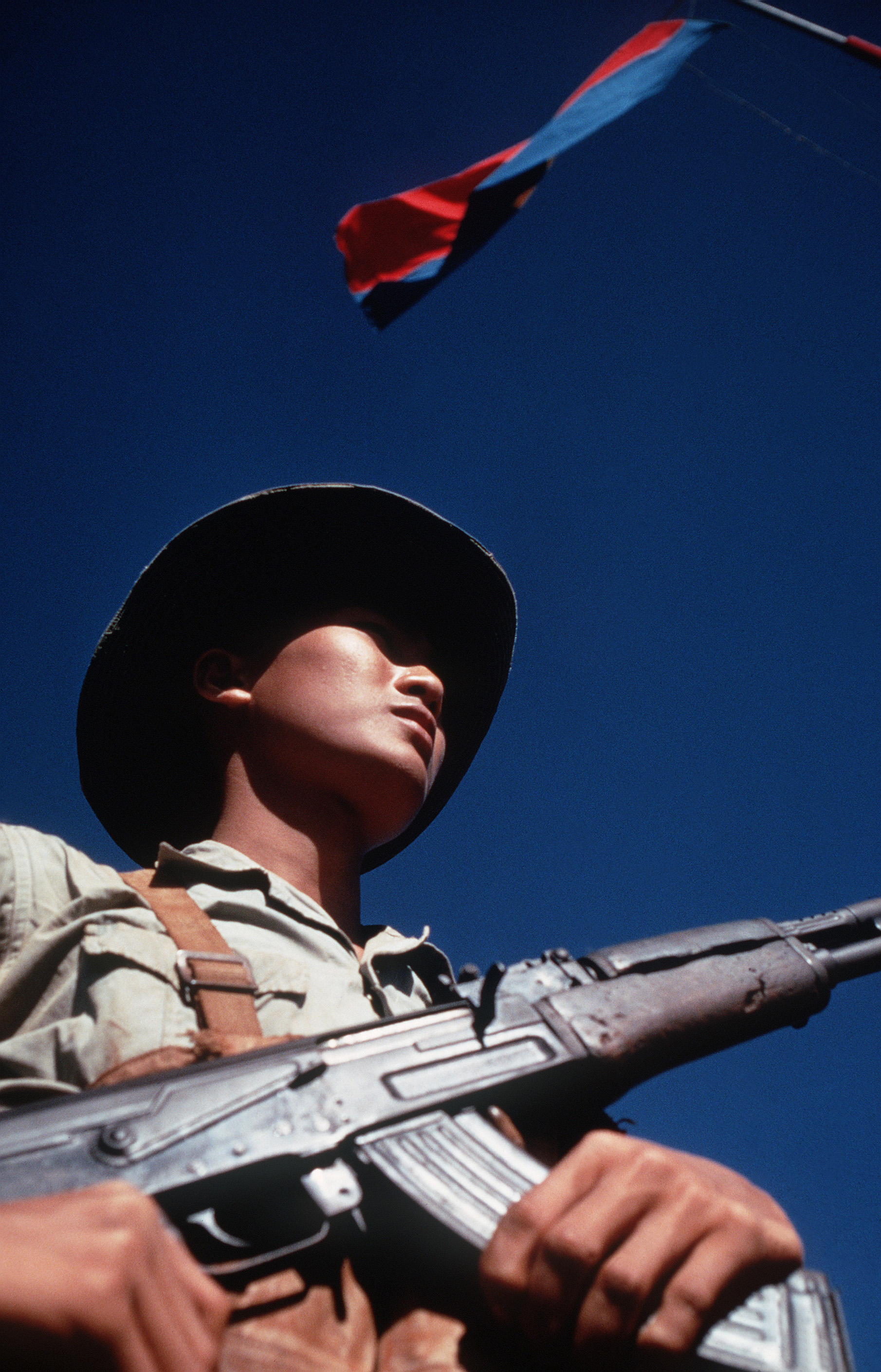
Một chiến sĩ Quân Giải phóng miền Nam Việt Nam đang đứng dưới cờ của Mặt trận Dân tộc Giải phóng Miền Nam Việt Nam, tay cầm khẩu AK47.

Quân Giải phóng miền Nam Việt Nam (gọi tắt là Quân Giải phóng hoặc Giải phóng quân), còn gọi là Các lực lượng vũ trang giải phóng miền Nam Việt Nam, được thành lập trên cơ sở thống nhất các lực lượng vũ trang do đảng cộng sản thành lập ở miền Nam, bao gồm lực lượng ở lại không đi tập kết, lực lượng mới tham gia tại chỗ và lực lượng đi tập kết đã quay lại miền Nam hoạt động. Về mặt quân sự, Quân Giải phóng miền Nam là một bộ phận của Quân đội Nhân dân Việt Nam, chịu sự lãnh đạo trực tiếp từ trên xuống của Quân ủy Trung ương Đảng Lao động Việt Nam và Bộ Quốc phòng Việt Nam Dân chủ Cộng hòa, Quân ủy và Bộ Tư lệnh Quân Giải phóng miền Nam, Quân khu ủy và các Bộ Tư lệnh Quân Giải phóng miền Nam ở các quân khu, Đảng ủy quân sự và Bộ Chỉ huy quân sự các tỉnh, thành phố tại miền Nam. Vì thế, lực lượng bộ đội từ miền Bắc tăng cường vào Nam chiến đấu, kể từ năm 1963, nghiễm nhiên cũng là bộ đội thuộc biên chế Quân Giải phóng. Về mặt chính trị, Quân Giải phóng là lực lượng vũ trang của Mặt trận Dân tộc Giải phóng miền Nam Việt Nam giai đoạn 1961-1969 và Chính phủ Cách mạng Lâm thời Cộng hòa miền Nam Việt Nam giai đoạn 1969-1976. Vì vậy, Quân Giải phóng chịu sự lãnh đạo tối cao từ trên xuống của Bộ Chính trị, Ban Chấp hành Trung ương Đảng Lao động Việt Nam, Trung ương Cục miền Nam của Đảng Nhân dân Cách mạng miền Nam (thành lập vào ngày 1-1-1962), Mặt trận Dân tộc Giải phóng miền Nam Việt Nam và Chính phủ Cách mạng Lâm thời Cộng hòa miền Nam Việt Nam.
Theo Hiệp định Genève, chỉ có lực lượng quân sự chính quy phải tiến hành tập kết còn các lực lượng vũ trang tự vê, lực lượng chính trị và tuyên truyền được tập kết tại chỗ. Về mặt pháp lý, và hình thức bên ngoài Quân Giải phóng miền Nam có vị thế tương đối độc lập với Quân đội nhân dân Việt Nam. Về bản chất, Quân giải phóng Miền Nam Việt Nam là một bộ phận Quân đội nhân dân Việt Nam, chịu sự chỉ đạo trực tiếp, xuyên suốt của Đảng Lao động Việt Nam, là nòng cốt của các lực lượng vũ trang giải phóng miền Nam Việt Nam trong kháng chiến chống Mỹ.
Các lực lượng vũ trang giải phóng miền Nam Việt Nam được tổ chức thành hệ thống toàn miền và mang tên Quân giải phóng miền Nam Việt Nam để phù hợp với tình hình nhiệm vụ cách mạng miền Nam theo chủ trương của Bộ Chính trị Ban Chấp hành Trung ương Đảng Lao động Việt Nam và chỉ thị của Tổng quân ủy.
Quân Giải phóng miền Nam Việt Nam được thành lập ngày 15 tháng 2 năm 1961 tại chiến khu Đ và chịu sự lãnh đạo của Trung ương Đảng Lao động và Trung ương Cục miền Nam. Quân giải phóng Miền Nam là một tổ chức tham gia vào Mặt trận Dân tộc giải phóng Miền Nam Việt Nam và chịu sự quản lý hành chính của Chính phủ Cách mạng lâm thời Cộng hòa Miền Nam Việt Nam. Quân giải phóng Miền Nam chịu sự chỉ đạo (chỉ huy và lãnh đạo) công khai của Bộ Tư lệnh các lực lượng vũ trang giải phóng Miền Nam Việt Nam và Quân ủy Miền thuộc Trung ương Cục Miền Nam. Tuy nhiên các thiết chế này và cả Quân giải phóng đều chịu sự chỉ đạo từ bí mật đến bán công khai của Trung ương Đảng Lao động, Tổng Quân ủy và Bộ Tổng Tư lệnh (Trung ương Cục Miền Nam là một bộ phận của Trung ương Đảng đặt tại miền Nam, Quân ủy Miền là bộ phận của Tổng Quân ủy tại miền Nam còn Bộ Tư lệnh Miền là cơ quan tiền phương của Bộ Tổng tư lệnh, về công khai chỉ đạo trên toàn Miền Nam, nhưng trong nội bộ chỉ chỉ đạo từ mặt trận B2 trở vào, còn các mặt trận và cấp ủy các địa phương phía trên do Trung ương chỉ đạo trực tiếp). Trong suốt giai đoạn Chiến tranh Việt Nam, lực lượng này bị Hoa Kỳ và Việt Nam Cộng hòa gọi là Việt Cộng. Cách gọi này thường gây lẫn lộn do "Việt Cộng" cũng là cách gọi ngắn của Mỹ đối với Mặt trận Dân tộc Giải phóng miền Nam Việt Nam còn quân Giải phóng lại là lực lượng vũ trang của tổ chức chính trị này.
Theo phim tài liệu Xuân 1975 của Điện ảnh Quân đội nhân dân Việt Nam sản xuất và hoàn thành trước 30/4/1975, kịch bản và đạo diễn Trần Việt, thì chỉ gọi là "các lực lượng vũ trang của ta", hay "quân ta" chứ không gọi tên phân biệt hai quân đội, và cho biết cụ thể Bộ Chính trị, Quân ủy Trung ương, Bộ Tổng tư lệnh chỉ đạo chung.
Sau khi Chiến tranh Việt Nam kết thúc, Quân Giải phóng miền Nam Việt Nam chính thức hợp nhất với Quân đội nhân dân Việt Nam.

## Lịch sử
Tháng 1 năm 1961, Tổng Quân ủy ra chỉ thị thành lập Quân Giải phóng Miền Nam Việt Nam từ một bộ phận của Quân đội nhân dân Việt Nam để chiến đấu trên chiến trường miền Nam Việt Nam. Do theo Hiệp định Geneve (1954), tất cả lực lượng vũ trang chính quy của Quân đội nhân dân Việt Nam phải được tập kết ra Bắc nên Quân Giải phóng miền Nam Việt Nam được xây dựng và phát triển trên cơ sở các đội vũ trang tự vệ, vũ trang tuyên truyền của các địa phương miền Nam và lực lượng cán bộ, chiến sĩ, nhân viên kỹ thuật quân sự ở miền Bắc bổ sung, tăng cường từ năm 1959
Đến trước khi thống nhất, lực lượng vũ trang chưa có lực lượng chủ lực, bộ đội địa phương mới chỉ có cấp đại đội. Nhận thấy cần đẩy mạnh đấu tranh vũ trang Bộ Chính trị ra Chỉ thị "Ra sức xây dựng mau chóng lực lượng của ta về cả hai mặt chính trị và quân sự, tập hợp đông đảo lực lượng cách mạng trong Mặt trận Dân tộc giải phóng,...Từ lấy đấu tranh chính trị là chủ yếu, sử dụng vũ trang tuyên truyền có mức độ để hỗ trợ đấu tranh chính trị trong thời trước nay do lực lượng so sánh đã thay đổi, cần phải chuyển phương châm đấu tranh: đẩy mạnh hơn nữa đấu tranh chính trị, đồng thời đẩy mạnh đấu tranh vũ trang lên song song với đấu tranh chính trị, tấn công địch bằng cả hai mặt chính trị và quân sự". Bộ Chính trị trong Chỉ thị ngày 24-1-1961 đề cập xây dựng các tiểu đoàn mạnh Sau đó là chỉ thị xây dựng quân đội ở cấp trung đoàn (10 đến 15 trung đoàn).
Tại Hội nghị quân sự ở Chiến khu Đ ngày 15.2.1961 (1 Tết Tân Sửu), quyết định thống nhất các lực lượng vũ trang ở miền Nam Việt Nam thành Quân Giải phóng miền Nam Việt Nam. Bí thư Xứ ủy Nguyễn Văn Linh đọc nhật lệnh thống nhất lực lượng. Tham gia Hội nghị còn có các ông Phùng Văn Cung, ông Lê Thanh (đại diện lực lượng vũ trang giải phóng), Ung Ngọc Ky (đại diện Đảng Dân Chủ), Nguyễn Văn Hiếu (đại diện Đảng Xã hội cấp tiến)... Ông Phạm Thái Bường ủy viên quân sự Xứ ủy được cử làm Chính ủy, ông Nguyễn Hữu Xuyến được cử phụ trách Tư lệnh các lực lượng vũ trang giải phóng .
Cùng với sự ra đời của Quân Giải phóng miền Nam Việt Nam, cơ quan chỉ huy lực lượng vũ trang được thiết lập từ Miền đến xã, theo hệ thống dọc gồm: Ban Quân sự Miền trực thuộc Trung ương Cục miền Nam (thành lập tháng 1–1961), trên cơ sở tổ chức và nhân sự của Ban Quân sự liên Tỉnh ủy miền Đông Nam bộ. Thiếu tướng Trần Lương (Ủy viên Trung ương Đảng) làm Trưởng ban; Thiếu tướng Trần Văn Quang làm Phó ban.
Trực thuộc Ban Quân sự Miền có các quân khu: Quân khu 1 (miền Đông Nam bộ); Quân khu 2 (miền Trung Nam bộ); Quân khu 3 (miền Tây Nam bộ); Quân khu 4 (Sài Gòn – Gia Định); Quân khu 6 (cực Nam Trung Bộ và Nam Tây Nguyên) - tên các quân khu của Trung ương Cục miền Nam (còn Trung ương đánh ký hiệu khác). Trực thuộc các Quân khu là Ban Quân sự các tỉnh. Dưới tỉnh có Ban Quân sự các quận, huyện. Dưới huyện có các xã đội. Tại các thành phố, thị xã có cơ sở vũ trang bí mật, các đội biệt động, các đội vũ trang tuyên truyền, các Ban Quân sự mật.
Ngày 18-8-1961 Ban Bí thư có điện gửi Trung ương Cục Miền Nam cử ông Trần Văn Quang làm Tư lệnh Nam Bộ, ông Nguyễn Đôn về làm Tư lệnh khu V.
Hội nghị Trung ương Cục Miền Nam tháng 10-1961 quyết nghị Ban Quân sự Miền (mật danh là Ban Quân sự R) chịu sự lãnh đao trực tiếp của Trung ương Cục, đồng thời chịu sự chỉ đạo của Quân ủy trung ương, Bộ Quốc phòng. Về tổ chức Đảng có Đảng ủy quân sự chịu trách nhiệm mọi mặt công tác quân sự và lãnh đạo các Đảng bộ, các đơn vị trực thuộc. Bộ Tư lệnh cấp quân khu, chịu sự lãnh đạo của Khu ủy, đồng thời chịu sự lãnh đạo của Đảng ủy và Ban Quân sự Miền. Đảng ủy và Bộ Tư lệnh các quân khu chịu trách nhiệm lãnh đạo, chỉ đạo các mặt công tác của Đảng bộ, các đơn vị trực thuộc. Bộ Chỉ huy cấp tỉnh đội, huyện đội, không tổ chức Đảng ủy mà do Thường vụ tỉnh ủy và huyện ủy trực tiếp lãnh đạo, cử các đồng chí thường vụ phụ trách quân sự cùng một số cán bộ cấp ủy chỉ định thành lập cơ quan tỉnh và huyện. Hội nghị cũng thống nhất quy định mật danh Ban Quân sự các cấp như sau: R: cấp Miền, T: Quân khu, U: tỉnh, V: huyện, Y: xã đội .
Ban Quân sự Miền do Phạm Thái Bường làm trưởng ban; Phạm Văn Xô phụ trách hậu cần; Trần Văn Quang (Ủy viên dự khuyết Ban Chấp hành Trung ương Đảng, Phó Tổng Tham mưu trưởng Quân đội nhân dân Việt Nam) Chỉ huy trưởng Quân sự, Trần Lương lấy tên công khai là Trần Nam Trung (Ủy viên Ban Chấp hành Trung ương Đảng, phó Chủ nhiệm Tổng cục chính trị Quân đội nhân dân Việt Nam) là Ủy viên Quân sự trong Ủy ban Trung ương Mặt trận Dân tộc giải phóng miền Nam, phụ trách chính trị các lực lượng vũ trang giải phóng. Chỉ huy phó: Nguyễn Hữu Xuyến; Ủy viên: Phạm Văn Xô, Phạm Thái Bường. Năm 1962, Phạm Thái Bường được điều về Khu 9, Trần Lương phụ trách quân sự. Ban Quân sự được xác định là một Ban trực thuộc Trung ương Cục, có nhiệm vụ theo dõi tình hình, làm tham mưu cho Trung ương Cục ra các chỉ thị, nghị quyết về quân sự và trực tiếp chỉ đạo, chỉ huy các chiến trường là lực lượng vũ trang B2 gồm Nam bộ, Cực Nam Trung bộ và Nam Tây Nguyên. Về mặt tuyên truyền công khai và quan hệ đối ngoại tên là Bộ Chỉ huy các lực lượng vũ trang giải phóng miền Nam Việt Nam.
Đây là lực lượng vũ trang trong thành phần của Mặt trận Dân tộc Giải phóng miền Nam Việt Nam (1960-1976) và chịu quản lý của Chính phủ Cách mạng lâm thời Cộng hòa miền Nam Việt Nam (1969-1976), công khai do Đảng Nhân dân Cách mạng Việt Nam chỉ đạo. Thực chất, đây là lực lượng Vệ Quốc Đoàn còn ở lại miền Nam Việt Nam và lực lượng chiêu mộ tại chỗ, kết hợp với những người miền Nam tập kết ra Bắc bí mật quay lại miền Nam từ năm 1959, về sau được tăng cường thêm các bộ đội từ miền Bắc vào. Theo các điều khoản của Hiệp định Paris, có sự phân chia Quân đội nhân dân Việt Nam và Quân giải phóng Miền Nam.
Ngày 2 tháng 9 năm 1961, hai tiểu đoàn sau trực thuộc Trung đoàn 1 bộ binh (lúc mới thành lập mang bí số C.56, sau đổi là Q. 761) được thành lập tại căn cứ Dương Minh Châu (miền Đông Nam Bộ). Đây là đơn vị chủ lực cơ động cấp trung đoàn đầu tiên của Quân Giải phóng miền Nam, do Bộ Chính trị trực tiếp quyết định. Trung đoàn này hình thành gồm các chiến sĩ tuyển từ miền Đông và Tây Nam Bộ với cán bộ từ miền Bắc (mật danh "Đoàn 562", xuất phát từ Xuân Mai, Hà Đông vượt Trường Sơn tháng 3-1961 vào đến miền Nam) gồm tiểu đoàn 1 và 2, mỗi tiểu đoàn 126 cán bộ chiến sĩ do Quân ủy, Ban Quân sự Miền trực tiếp chỉ đạo. Ngày 9 tháng 2 năm 1962, thực hiện quyết định của Quân ủy, Ban Quân sự Miền, Trung đoàn bộ binh 1, Trung đoàn đầu tiên của Nam bộ và cực Nam Trung bộ chính thức làm lễ ra mắt với mật danh Q761. Đồng thời, để tiếp tục tăng cường lực lượng cho miền Nam, ngày 22 tháng 12 năm 1961, tại Xuân Mai (Hà Đông), Quân ủy Trung ương và Bộ Quốc phòng quyết định thành lập Trung đoàn bộ binh 2 và điều động ngay vào chiến trường Nam bộ. Tháng 6 năm 1962, Trung đoàn bộ binh 2 làm lễ ra mắt Trung ương Cục, Quân ủy, Ban Quân sự Miền. Đây là một trung đoàn thực binh hoàn chỉnh đầy đủ biên chế quân số, trang bị đầu tiên hành quân từ miền Bắc vào được mang mật danh Q762. Như vậy Trung đoàn bộ binh 1, 2, là hai trung đoàn chủ lực đầu tiên của Quân giải phóng Miền Nam trực thuộc Ban Quân sự Miền ra đời, hoạt động ở chiến trường Nam bộ và cực Nam Trung bộ (B2). Chiến trường B1 do Trung ương trực tiếp chỉ đạo. Tại Quân khu V do T.Ư. chỉ đạo trực tiếp, đến năm 1962, Quân khu đã hình thành 3 trung đoàn bộ binh: 1, 2, 3; mỗi trung đoàn đều có tiểu đoàn pháo và một đại đội đặc công. Đến năm 1963, bộ đội địa phương nhiều tỉnh đã tổ chức đến tiểu đoàn bộ binh và các đại đội binh chủng: đặc công, công binh, trinh sát, thông tin…; mỗi huyện đều có từ 1 - 2 trung đội bộ đội tập trung. Toàn Quân khu có hơn 2 vạn dân quân du kích
Tính đến cuối năm 1961, bộ đội địa phương tỉnh, huyện và bộ đội chủ lực khu có 24.500 người; du kích, tự vệ có 100.000 người (70.000 người ở Nam Bộ, 30.000 người ở khu V). Bộ đội chủ lực thuộc các quân khu có 11 tiểu đoàn. Các tướng lĩnh chỉ huy Quân Giải phóng: Trần Văn Trà, Hoàng Văn Thái, Lê Trọng Tấn, Lê Đức Anh, Nguyễn Thị Định...Theo quy định thời chiến tranh thì chỉ huy cấp sư đoàn trở lên (cả trong nam hay ngoài bắc đều phải được sự đồng ý của Bộ Chính trị khi bổ nhiệm). Từ 1975 từ cấp Tư lệnh và Chính ủy Quân khu, Quân chủng, Quân đoàn trở lên mới do Bộ Chính trị quản lý (Thông báo của Ban Bí thư số 11/T.Ư. ngày 18-4-1975).
Song song với phong trào phá ấp chiến lược là các tai tiếng của chính quyền Ngô Đình Diệm, cùng sự giảm sút uy tín của chính quyền này đối với đa phần nhân dân miền nam. Nhờ đó Mặt trận chiêu mộ được đông đảo thanh thiếu niên và cả phụ nữ, người lớn tuổi tham gia cách mạng. Năm 1963, bộ đội địa phương tỉnh đã tăng lên gấp đôi so với năm 1962, (64.000 quân so với 30.500 quân). Cách tổ chức lực lượng quân đội rất hiệu quả và phù hợp với sự thiếu thốn cán bộ, chuyên môn, vũ khí lúc đó. Quân du kích tự phát sẽ được chỉ đạo thành lập bộ đội địa phương, ít nhiều có kinh nghiệm tác chiến, số còn lại làm dân quân xã. Các lực lượng bộ đội địa phương sẽ được chọn lọc và tập trung để huấn luyện thành bộ đội chủ lực. Từ cấp tiểu đoàn độc lập trở lên, đều thuộc Ban chỉ huy cấp Quân khu. Bộ đội chủ lực cấp trung đoàn trở lên không lấy quân trực tiếp từ địa phương vì dễ nhận nhầm nội gián, vì vậy nguồn quân dự bị sẽ trông chờ vào các đợt bổ sung quân số đến từ miền bắc, kể cả khí tài chiến tranh và quân nhu.
Nhiều trung đoàn chính quy đã thành lập, gồm cả các tiểu đoàn, trung đoàn thành lập tại chỗ hoặc gốc di chuyển từ ngoài bắc vào (đa phần cũng là "bộ đội tập kết" trở lại miền Nam). Từ năm 1964, lực lượng bộ đội từ miền Bắc được đưa nhiều vào miền Nam, tăng cường lực lượng cho Quân Giải phóng miền Nam. Những đơn vị còn giữ nguyên được hỏa lực cơ bản và giàn cán bộ chưa bị thiệt hại nhiều, đều sẽ tham chiến trực tiếp ở chiến trường. Những đơn vị vào chưa đến nơi mà không còn nguyên vẹn, sẽ phân tán thành các nhóm lẻ tẻ để tiếp viện cho các đơn vị bị tiêu hao trong chiến đấu.
Năm 1964, lực lượng từ ngoài Bắc vào có 10.000, đến cuối năm 1973, chỉ tính quân chính quy được chuyển vào Nam là 100.000, và đến tháng 12 năm 1974 quân chính quy Quân Giải phóng ở miền nam lên tới 200.000. Từ sau Hiệp định Paris (1973) được ký, Hiệp định cho phép Quân Giải phóng miền Nam được thay thế vũ khí theo nguyên tắc một đổi một. Theo một tài liệu lực lượng chính quy của Quân giải phóng Miền Nam vào tháng 12-1974 khoảng 290.000 người, trong đó có chừng 90.000 người có quê ở các tỉnh miền Nam. Tỷ lệ thành phần người miền nam trong biên chế lực lượng chính quy Quân giải phóng giảm dần trong suốt chiến tranh do có sự bổ sung thêm bộ đội người miền bắc hành quân vào. Các lực lượng bộ đội địa phương và du kích thì vẫn chủ yếu là người miền Nam.
Tuy nhiên, cần lưu ý là Quân giải phóng Miền Nam không có sự phân biệt giữa bộ đội người miền bắc và bộ đội người miền nam. Trong cùng 1 đơn vị thì tất cả đều là đồng chí, có chung sự chỉ huy, biên chế và trang bị, không có sự phân biệt quê hương, vùng miền. Luôn có sự sáp nhập, chia tách, bổ sung lực lượng, hình thành mới và di chuyển trong Quân đội nhân dân Việt Nam (bao gồm cả Quân giải phóng miền Nam) trên các chiến trường A, B, C, K trong suót thời gian chiến tranh, và theo các mệnh lệnh của Đảng.
Tương quan lực lượng (theo báo cáo tại Hội nghị lần thứ 14 Ban Chấp hành Trung ương Đảng Lao động Việt Nam tháng 1 năm 1968): 
- "1959 - 1960, khi mới bắt đầu khởi nghĩa, quân địch 7, ta 1 (lúc đó chưa có quân viễn chinh Hoa Kỳ);
- 1960: địch 10, ta 1;
- 1961: địch 7, ta 1;
- 1962 - 1963: địch 5, ta 1;
- 1965 cho đến 1968: Mỹ vào nửa triệu quân nữa, tất cả, đến bây giờ, địch 3, ta 1."

Các lực lượng vũ trang địa phương, tức du kích và dân quân tự vệ, được tổ chức biên chế khác với bộ đội. Biên chế này phổ biến ở tất cả các vùng do phía Mặt trận kiểm soát. Lực lượng vũ trang mỗi xã được coi là một "xã đội" do "xã đội trưởng" chỉ huy, và tương ứng là huyện đội, tỉnh đội, các lực lượng này gồm cả bộ đội địa phương và du kích. Cấp cao hơn nữa là quân khu. Phía Việt Nam Cộng hòa và Hoa Kỳ thường nhầm lẫn bộ đội địa phương và quân du kích-dân quân tự vệ. Trên thực tế bộ đội địa phương lẫn dân quân tự vệ-du kích thường xuyên chạm trán với Mỹ và Việt Nam Cộng hòa. Bộ đội địa phương có thêm nhiệm vụ làm công tác chính trị. Quy mô của bộ đội địa phương cũng nhỏ hơn nhiều so với du kích.
Ngoài lực lượng bộ đội bố trí ở các huyện, còn có các lực lượng của Tổng đội Thanh niên Xung phong Giải phóng miền Nam được thành lập ngày 20/4/1965. Lực lượng này có nhiệm vụ phụ trách công tác hậu cần, tuyên truyền, dẫn đường, thậm chí sẵn sàng trực tiếp chiến đấu. Lực lượng này chịu sự chỉ đạo của Đoàn Thanh niên Nhân dân Cách mạng Hồ Chí Minh.
Lực lượng du kích thường xuyên chiến đấu là các tay súng tổ chức cho từng xã đội, nhưng du kích không chỉ là người cầm súng nên theo số liệu của Quân Giải phóng miền Nam Việt Nam du kích lên tới khoảng 300.000 người vào năm 1975. Quân đội Hoa Kỳ thường bị tấn công, phục kích bởi lực lượng du kích này, nên phía Việt Nam Cộng hòa thành lập binh chủng Biệt Động Quân với quy mô các liên đoàn (tương đương trung đoàn) để đối phó với du kích.
Tại các thành phố, do đặc thù của việc đánh theo kiểu biệt động nên lực lượng tổ chức biệt động thành. Thành phần nòng cốt là những cư dân địa phương, đóng quân và nuôi giấu ở các cơ sở ven thành phố. Trong đó, "Biệt động Sài Gòn" nổi tiếng nhất với cuộc tấn công năm 1968.
Năm 1976 Quân Giải phóng miền Nam được hợp nhất với quân đội Nhân dân Việt Nam, lấy tên chung là Quân đội nhân dân Việt Nam.
Trong cuộc kháng chiến chống Mỹ cứu nước, chiến trường Nam Bộ, cực Nam Trung Bộ, Nam Tây Nguyên (gọi tắt là B2) giữ một vị trí chiến lược cực kỳ quan trọng. Chỉ huy trực tiếp các lực lượng vũ trang cách mạng trên địa bàn này là Bộ Tư lệnh các lực lượng vũ trang nhân dân giải phóng miền Nam Việt Nam, (gọi tắt là Bộ Chỉ huy Miền), từ 18-3-1971 được gọi là Bộ Tư lệnh Miền
Bộ Chỉ huy Miền là cơ quan tiền phương của Bộ Tổng tư lệnh ở một chiến trường lớn tại miền Nam, bao gồm các quân khu 6, 7, 8, 9, thành phố Sài Gòn-Gia Định và một số tỉnh trực thuộc". Ra đời từ năm 1961, Bộ Chỉ huy Miền là cơ quan chỉ huy cao nhất của các lực lượng vũ trang giải phóng trên chiến trường B2.
Về công khai khi thành lập (gắn với Đảng Nhân dân cách mạng và Mặt trận), nó chỉ huy toàn bộ Quân giải phóng ở miền Nam, và Tư lệnh, chính ủy,...được gọi là Tư lệnh Quân giải phóng, Chính ủy Quân giải phóng... Nhưng thực tế về bí mật nó thực hiện các chức năng cơ bản: làm tham mưu cho Trung ương Cục miền Nam lãnh đạo phong trào đấu tranh chính trị và đấu tranh vũ trang, trực tiếp chỉ đạo và chỉ huy các lực lượng vũ trang nhân dân chiến đấu chống đế quốc Mỹ và bè lũ tay sai trên toàn chiến trường Nam Bộ và cực Nam Trung Bộ (B2) .

## Quan hệ với Quân đội nhân dân Việt Nam
Mối quan hệ giữa Quân đội nhân dân Việt Nam và Quân Giải phóng miền Nam Việt Nam được mô tả cụ thể bởi sách lược "Tuy hai mà một, tuy một mà hai" của phía Cách mạng có nghĩa là: "hai về mặt pháp lý; một về mặt chính trị, đường lối, lý tưởng, sách lược và hành động". Sách lược đó nhằm đề cao vị trí, vai trò và tính độc lập của Mặt trận và Chính phủ cách mạng lâm thời và Quân Giải phóng miền Nam Việt Nam, tập hợp thêm lực lượng và các xu hướng khác nhau ở trong nước và trên thế giới. Thực tế sách lược này bắt nguồn từ việc Việt Nam vốn dĩ đã là một quốc gia thống nhất, toàn vẹn lãnh thổ và độc lập sau Cách mạng tháng Tám nhưng tạm thời bị chia cắt về mặt quân sự và chỉ quân sự mà thôi bởi Hiệp định Genève 1954. Do đó, tại hai miền có hai nhà nước, nhà nước (Việt Nam Dân chủ Cộng hòa không thừa nhận nhà nước Việt Nam Cộng hòa mà chỉ thừa nhận nhà nước Cộng hòa miền Nam Việt Nam) đại diện cho nhân dân miền Nam với cùng mục tiêu, dù bề ngoài có một số khác biệt chính sách theo sách lược của Đảng. Việc đồng ý cho Chính phủ Cách mạng lâm thời Cộng hòa miền Nam Việt Nam tham gia Hội nghị Paris chứng tỏ Hoa Kỳ và Việt Nam Cộng hòa đã chấp nhận vị thể pháp lý của Cộng hòa miền Nam Việt Nam, thừa nhận tại miền Nam Việt Nam có hai chính quyền, hai quân đội, hai vùng kiểm soát (tuy nhiên bên phía Cộng hòa miền Nam Việt Nam, ngồi đàm phán với chính quyền Sài Gòn không có nghĩa là công nhận chính quyền đó). Hệ quả là Hoa Kỳ và Việt Nam Cộng hòa chấp nhận sự độc lập về pháp lý giữa Cộng hòa miền Nam Việt Nam và Việt Nam Dân chủ Cộng hòa cũng như sự độc lập về pháp lý giữa Quân đội nhân dân Việt Nam và Quân Giải phóng miền Nam Việt Nam Theo Việt Nam Dân chủ Cộng hòa, Mặt trận Dân tộc Giải phóng miền Nam Việt Nam và các nước thuộc khối Xã hội chủ nghĩa, Quân Giải phóng miền Nam Việt Nam là lực lượng chiến đấu trên chiến trường miền Nam, và trong nội bộ và công khai sau này là một bộ phận của Quân đội nhân dân Việt Nam. Các điều khoản của Hiệp định Paris không có một định nghĩa rõ ràng về các lực lượng quân sự ở miền Nam và không định nghĩa rõ ràng về chủ quyền của Việt Nam Dân chủ cộng hòa, do đó về mặt pháp lý, không thực sự rõ ràng về Quân đội nhân dân và Quân giải phóng. Lập trường phía Việt Nam Dân chủ cộng hòa là "vấn đề quân đội Việt Nam ở lãnh thổ Việt Nam do các bên Việt Nam giải quyết với nhau". Nghĩa là vấn đề quân đội ở miền Nam thuộc giải quyết của 3 chính quyền của Việt Nam, tuy nhiên căn cứ các điều khoản của hiệp định Paris và bản Định ước thi hành Hiệp định thì không có định nghĩa về quân đội hai bên, mà chỉ nêu trách nhiệm của hai bên miền Nam giải quyết vấn đề quân đội trên lãnh thổ miền Nam (Điều 13 Hiệp định).
Giai đoạn 1954-1958: lực lượng vũ trang của Vệ Quốc Đoàn rút về miền Bắc, toàn bộ Quân đội nhân dân Việt Nam tạm thời tập kết miền Bắc chờ tổng tuyển cử. Ở miền Nam không còn tồn tại lực lượng vũ trang chính quy, tuy nhiên sau đó do chính quyền Quốc gia Việt Nam và Việt Nam Cộng hòa vi phạm Hiệp định khi tiến hành đàn áp chính trị, tôn giáo, một số đơn vị vũ trang tái thành lập, hoạt động cơ bản bí mật, do các xứ, khu, tỉnh ủy địa phương chỉ đạo, ngoài Bắc không công khai chỉ đạo, để tỏ thiện chí tôn trọng Hiệp định.
Giai đoạn 1959-1961: Sau khi thấy Hiệp định bị phía Việt Nam Cộng hòa vi phạm khi tất cả cơ sở chính trị chuẩn bị cho Tổng tuyển cử của những người cộng sản và mặt trận Liên Việt tại miền Nam bị chính quyền Ngô Đình Diệm đàn áp (theo Hiệp định, các bên được giữ nguyên tại chỗ các cơ sở chính trị để chuẩn bị Tổng tuyển cử), Đảng Lao động Việt Nam Việt Nam Dân chủ Cộng hòa tại miền Nam bị chính quyền Ngô Đình Diệm đàn áp (theo Hiệp định, các bên được giữ nguyên tại chỗ các cơ sở chính trị để chuẩn bị Tổng tuyển cử), Đảng Lao động Việt Nam quyết định chuyển hướng kết hợp đấu tranh vũ trang với đấu tranh chính trị, Việt Nam Dân chủ Cộng hòa bắt đầu có những hoạt động công khai ủng hộ phong trào chống Việt Nam Cộng hòa ở miền Nam. Hiến pháp năm 1959 được ban hành khẳng định "Đất nước Việt Nam là một khối Bắc Nam thống nhất không thể chia cắt" và không quy định cụ thể phạm vi thi hành chủ quyền của Việt Nam Dân chủ cộng hòa. Căn cứ Điều 14, Khoản a trong Hiệp định Geneve 1954, Việt Nam Dân chủ Cộng hòa có chủ quyền trên toàn bộ lãnh thổ Việt Nam nhưng chỉ có quyền quản lý hành chính phía bắc vỹ tuyến 17.
Giai đoạn 1962-1969: Mặt trận Dân tộc Giải phóng miền Nam Việt Nam công khai hoạt động, sau đó Đảng bộ Miền Nam đổi thành Đảng Nhân dân Cách mạng (đảng cộng sản miền nam), về pháp lý tách rời với các lực lượng chính trị ngoài Bắc, có đường lối chính trị riêng (chỉ nói cách mạng dân tộc dân chủ nhân dân, không nói xã hội chủ nghĩa), nhưng về chính trị không tách rời với Đảng Lao động Việt Nam, Việt Nam Dân chủ Cộng hòa vẫn tiếp tục khẳng định quyền là người đại diện hợp pháp cho nhân dân Việt Nam ở cả hai miền vốn có từ Tổng tuyển cử 1946. Do đó, về mặt pháp lý Quân giải phóng miền Nam được xem là lực lượng vũ trang của Mặt trận Dân tộc Giải phóng miền Nam Việt Nam, độc lập tương đối với Quân đội nhân dân Việt Nam về mặt pháp lý, chiến đấu cho lý tưởng trong Cương lĩnh Mặt trận, chịu chỉ đạo của Đảng Nhân dân Cách mạng, chứ không phải Đảng Lao động, nhưng thực tế về bí mật là bộ phận Quân đội nhân dân Việt Nam, và vẫn gắn bó chính thể Việt Nam Dân chủ Cộng hòa (Quốc hội Việt Nam Dân chủ cộng hòa vẫn đại diện nhân dân cả nước, lưu nhiệm các đại biểu miền Nam cho đến năm 1969 và có các quyết nghị về Quân giải phóng Miền Nam như biểu dương Mặt trận, biểu dương Quân giải phóng). Chính việc Hoa Kỳ và Việt Nam Cộng hòa chấp nhận để Mặt trận Dân tộc Giải phóng miền Nam Việt Nam (cũng là theo đề nghị của Việt Nam Dân chủ Cộng hòa) tham gia Hội nghị Pa-ri với tư cách là lực lượng chính trị tại miền Nam Việt Nam đã chứng tỏ Mặt trận Dân tộc Giải phóng miền Nam Việt Nam có quyền lực pháp lý ở miền Nam, và họ có đường lối độc lập về chính sách với Việt Nam Dân chủ Cộng hòa và có lực lượng vũ trang riêng. Tuy nhiên Việt Nam Dân chủ cộng hòa không sửa lại luật pháp về chủ quyền và Quốc hội vẫn đại diện nhân dân cả nước, Mặt trận cũng không phủ nhận vấn đề chủ quyền của Việt Nam Dân chủ cộng hòa (mặc dù chỉ thi hành quyền lực pháp lý ở miền Bắc) cho thấy chưa có sự độc lập giữa Mặt trận và Việt Nam Dân chủ Cộng hòa, cũng như sự độc lập giữa Quân giải phóng với Quân đội nhân dân.
Binh lính ngoài Bắc tình nguyện gia nhập Quân Giải phóng để chiến đấu tại miền Nam do trong đơn, hồ sơ, thẻ quân nhân thì họ là người của Quân Giải phóng. Các lực lượng vào Nam có khác biệt về hồ sơ quân dịch, phù hiệu, mũ áo giày dép so với bộ đội ngoài Bắc. Vì phía Mỹ không thực rõ mối quan hệ giữa Đảng Lao động ở miền Bắc và Đảng Nhân dân Cách mạng ở miền Nam nên họ mới cho rằng quân đội ngoài Bắc vào do Đảng Lao động lãnh đạo, quân hình thành tại chỗ đo Đảng Nhân dân Cách mạng lãnh đạo, trong khi phía cách mạng vẫn gọi chung là Quân Giải phóng và do Đảng Nhân dân Cách mạng lãnh đạo, chứ không công khai Đảng Lao động lãnh đạo, và cũng không rạch ròi phân biệt thế nào là Quân Giải phóng hay Quân đội nhân dân. Bộ Tư lệnh các Lực lượng Vũ trang Giải phóng miền Nam chỉ đạo trực tiếp, nhận lệnh bí mật từ Bộ Tổng tư lệnh. Bộ Tư lệnh các Lực lượng Vũ trang Giải phóng miền Nam chỉ đạo trực tiếp, nhận lệnh bí mật từ Bộ Tổng tư lệnh. Bộ Tổng tư lệnh trực tiếp nắm từ Trung Trung Bộ trở ra, Bộ Tư lệnh các Lực lượng Vũ trang Giải phóng miền Nam chỉ nắm từ B2 trở vào. Về bí mật, Bộ Tổng tư lệnh đưa lệnh tới Bộ Tư lệnh miền, và chỉ đạo trực tiếp Tư lệnh Quân khu V và Trị Thiên. Các đơn vị từ bờ Bắc đánh trực tiếp qua vĩ tuyến 17, tài liệu bên cách mạng vẫn gọi Quân Giải phóng, mang phù hiệu Quân Giải phóng, bên kia gọi là Quân đội nhân dân Việt Nam.
Giai đoạn 1969-1973: Cộng hòa Miền Nam Việt Nam thành lập. Về công khai, Mặt trận Dân tộc Giải phóng miền Nam Việt Nam không còn mối quan hệ phụ thuộc với Việt Nam Dân chủ Cộng hòa mà gắn với chính thể mới, Mặt trận chuyển giao chức năng chính quyền cho Chính phủ mới thành lập, chỉ còn chức năng tổ chức chính trị. Việt Nam Dân chủ Cộng hòa không sửa Hiến pháp về vấn đề chủ quyền, nhưng về pháp lý, phân định rạch ròi trách nhiệm của hai chính phủ quản lý ở hai miền. Về biên chế và pháp lý, binh lính tình nguyện từ Bắc vào vẫn thuộc Quân Giải phóng. Điều khoản Hiệp định Paris không nói rõ về 2 quân đội ở miền Nam nhưng cũng cho thấy thừa nhận 2 lực lượng quân đội ở miền nam, và để ngỏ vị trí pháp lý của Quân đội nhân dân Việt Nam ở miền Nam và mối quan hệ với Quân Giải phóng, không ghi rõ là 2 lực lượng riêng biệt (Hiệp định chỉ ghi là các bên chứ không nói rõ là có những bên nào nhưng thừa nhận sự tồn tại của Quân đội nhân dân Việt Nam ở miền Nam, theo điều 3 sử dụng cụm từ "các bên" - theo tinh thần cả bản Hiệp định là 4 bên, và điều 13 Hiệp định sử dụng cụm từ "lực lượng vũ trang Việt Nam ở miền Nam" được lý giải ở bản Định ước thi hành Hiệp định). Về phía cách mạng vẫn thừa nhận các lực lượng từ Bắc vào thuộc Quân giải phóng và do Chính phủ cách mạng lâm thời quản lý, phù hợp với tinh thần của bản Hiệp định. Hiệp định không có một định nghĩa rõ ràng về lực lượng của đối phương.
Lực lượng Việt Cộng có quân số được Mỹ ước tính khoảng 100.000 người vào năm 1969.
Giai đoạn 1973-1975: Hiệp định Paris thừa nhận sự thống nhất và toàn vẹn lãnh thổ của Việt Nam (Vĩ tuyến 17 chỉ được coi là giới tuyến quân sự tạm thời chứ không được coi là biên giới quốc gia, không có một định nghĩa rõ ràng về chủ quyền của Việt Nam Dân chủ Cộng hòa, và chỉ ghi chung chung là có 2 bên thi hành quyền lực pháp lý ở miền Nam), vì thế lần đầu tiên từ 1969, vào năm 1973 Quốc hội Việt Nam Dân chủ Cộng hòa nghe báo cáo quân sự trong Nam, thể hiện rõ chính thể Việt Nam Dân chủ Cộng hòa và Cộng hòa miền Nam Việt Nam không phải là 2 chính thể tách rời mà vẫn có sự liên quan tới nhau, nói cách khác là 02 nhà nước trong 01 quốc gia. Do đó không có một sự độc lập tuyệt đối giữa Quân đội nhân dân và Quân giải phóng.
Để thi hành hiệp định, danh sách các lãnh đạo chính trị và quân sự ở miền Nam Việt Nam (bao gồm lãnh đạo Mặt trận, Liên minh các lực lượng Dân tộc, Dân chủ và Hòa bình Việt Nam ở cấp tỉnh và trung ương, lãnh đạo các đảng phái, tổ chức tham gia Mặt trận, lãnh đạo chính quyền Cộng hòa Miền Nam Việt Nam cấp tỉnh và trung ương, đại diện chính quyền tại Việt Nam Dân chủ cộng hòa, lãnh đạo Trung ương Cục, lãnh đạo Bộ Tư lệnh các Lực lượng Vũ trang Giải phóng miền Nam) đều được công bố.
Phía cách mạng tái khẳng định Trung ương Cục miền Nam là đại diện Đảng Lao động Việt Nam ở miền Nam (điều này phù hợp với Hiệp định Genève-1954 khi các lực lượng chính trị được ở nguyên tại chỗ) và công bố rõ hình thành năm 1969 sau khi chính thể mới thành lập, và Đảng Nhân dân Cách mạng có mối quan hệ với Đảng Lao động, cụ thể đại diện đảng này có thành viên tham gia Trung ương Cục Miền Nam. Việc Đảng Lao động Việt Nam có một bộ phận ở miền Nam không vi phạm Hiệp định Genève 1954 lẫn Hiệp định Pa-ri 1973 do không có điều khoản về tập kết chính trị (tuy nhiên Trung ương Cục miền Nam thực tế thời gian dài hoạt động bí mật).
Tại Hội nghị La Celle Saint Cloud, ông Đinh Bá Thi, phó trưởng phái đoàn Chính phủ Cách mạng lâm thời Cộng hòa miền Nam Việt Nam khẳng định mọi lực lượng vũ trang cách mạng ở miền Nam đều nằm dưới sự chỉ đạo của Chính phủ Cách mạng lâm thời Cộng hòa miền Nam Việt Nam.
Bộ Tư lệnh các Lực lượng Vũ trang Giải phóng miền Nam bao gồm cả đại diện Quân giải phóng và Quân đội nhân dân Việt Nam. Về mặt pháp lý, Quân đội nhân dân Việt Nam và Quân Giải phóng miền Nam Việt Nam vẫn là hai lực lượng có tính độc lập tương đối, về pháp lý Chính phủ Cách mạng lâm thời Cộng hòa miền Nam Việt Nam là người đại diện hợp pháp của nhân dân miền Nam, Việt Nam Dân chủ Cộng hòa là người đại diện hợp pháp của nhân dân cả hai miền (mô hình một quốc gia nhiều nhà nước). Quân giải phóng miền Nam Việt Nam được Việt Nam Dân chủ Cộng hòa và các nước Xã hội chủ nghĩa thừa nhận là lực lượng chiến đấu ở miền Nam. Quân Giải phóng trực tiếp thành lập và quản lý các quân khu, các đơn vị chủ lực tại miền Nam..
Trên thực tế danh sách lãnh đạo Trung ương Cục MN của Đảng Lao động, lãnh đạo Đảng Nhân dân Cách mạng miền Nam Việt Nam, Bộ Tư lệnh các Lực lượng Vũ trang Giải phóng miền Nam Việt Nam gửi cho quốc tế và đối phương sau Hiệp định thể hiện mối quan hệ chằng chéo giữa hai đảng và hai quân đội, và mang tính sách lược, đánh lừa đối phương chứ chưa thể hiện đầy đủ bản chất tính thống nhất của Đảng và quân đội như sau này.
Sau 4-1975, Bộ Tư lệnh Miền chỉ đạo các lực lượng vũ trang B2 sắp xếp lại lực lượng và tổ chức quân sự vùng lãnh thổ theo tinh thần Nghị quyết 24 Trung ương Đảng về nhiệm vụ cách mạng Việt Nam trong giai đoạn mới. Theo đó, về tổ chức quân sự theo lãnh thổ, Quân khu 6 (T6) nhập về Quân khu 5, Quân khu 8 (T2) nhập về Quân khu 9, Sài Gòn - Gia Định và các tỉnh Bình Phước, Tây Ninh nhập về Quân khu 7. Trên địa bàn Nam Bộ chỉ còn 02 quân khu: 7 và 9. Quân khu 7 có thành phố Hồ Chí Minh (thành phố Sài Gòn - Gia Định cũ) và các tỉnh Đồng Nai (gồm 03 tỉnh cũ: Biên Hòa, Tân Phú, Bà Rịa - Long Khánh, kể cả Vũng Tàu), Sông Bé (gồm 02 tỉnh cũ: Bình Dương, Bình Phước), Tây Ninh. Về lực lượng chủ lực, Quân đoàn 4 được kiện toàn gồm 03 sư đoàn bộ binh (7, 9, 341) và một số đơn vị bộ binh trực thuộc, các đơn vị binh chủng. Một số đơn vị khác được điều chuyển trực thuộc Bộ Quốc phòng hoặc bổ sung về các quân khu. Sư đoàn bộ binh 5 chuyển về Quân khu 7. Việc sắp xếp lại tổ chức quân sự và lực lượng vũ trang, đến giữa năm 1976 mới cơ bản hoàn thành. Tuy nhiên, từ tháng 2-1976, khi Ủy ban Quân quản kết thúc nhiệm vụ, Bộ Tư lệnh Miền cũng giảm dần hoạt động chỉ đạo đối với lực lượng vũ trang trên địa bàn B2. Các quân khu, quân đoàn từng bước chịu sự lãnh đạo, chỉ đạo trực tiếp từ Quân ủy Trung ương và Bộ Quốc phòng. Và, ngày 07-7-1976, Bộ Tư lệnh Miền chính thức giải thể, hoàn thành nhiệm vụ sau 15 năm hoạt động. Bộ Tư lệnh Miền chính thức giải thể ngày 7 tháng 7 năm 1976 sau khi hợp nhất hai bộ máy Nhà nước 
Sau 1975, các tài liệu Việt Nam công khai Đảng Nhân dân Cách mạng miền Nam là Đảng Bộ Miền Nam của Đảng Lao động và Đảng bộ Miền Nam về mặt thực chất chịu sự chỉ đạo của Trung ương Đảng và Trung ương Cục và các Khu ủy trực thuộc Trung ương hoặc phân Trung ương Cục chỉ đạo. Phía Mỹ đến nay vẫn có người không biết điều này, và khi sử dụng các tài liệu từ thời chiến để lại, nên họ vẫn hay nhầm lẫn về Quân đội nhân dân và Quân giải phòng. Họ tưởng quân ngoài bắc vào do Đảng Lao động lãnh đạo và quân tại chỗ do Đảng Nhân dân Cách mạng lãnh đạo. Thực chất thì đều do Đảng Lao động (Đảng Lao động có quyền lưu lại cơ sở chính trị do Hiệp định Genève cho phép) lãnh đạo về mặt chính trị, nhưng từ 1962 đến 1975 thì không công khai mà để Đảng Nhân dân Cách mạng công khai lãnh đạo (về công khai, cơ sở chính trị tại miền Nam của Đảng Lao động được tách biệt về pháp lý để thuận tiện cho việc tham gia chính trường miền Nam, tham gia Mặt trận). Việc tách đảng bộ miền Nam thành Đảng riêng về công khai chỉ thể hiện tạo cho Mặt trận Dân tộc Giải phóng có đường lối riêng với đường lối Mặt trận Tổ quốc và Đảng Lao động thi hành ngoài Bắc, và vị thế chính trị cho phong trào, tạo thuận lợi để lực lượng Cộng sản chính thức tham chính ở miền Nam. Bên cạnh đó, việc này cũng gia tăng vị thế hợp pháp (chứ không phải bảo đảm tính hợp pháp) cho phong trào cách mạng ở miền Nam do tình trạng một quốc gia có nhiều nhà nước cũng được chính Liên hợp quốc thừa nhận trong Hiến chương của mình. Tiêu biểu có Liên Xô, có ba phiếu trong Liên hợp quốc gồm Liên Xô, Belarus và Ukraina
Sau 1975 không hề có sự hợp nhất nào về mặt Đảng như một số tài liệu Mỹ viết mà đơn giản đảng Lao động Việt Nam công khai thừa nhận Đảng Nhân dân Cách mạng là một bộ phận tại miền Nam của mình vì thực tế từ trước các cấp ủy Đảng ở miền Nam đều chịu chỉ đạo theo chiều dọc xuyên suốt(danh xưng "Đảng Nhân dân Cách mạng" chỉ tồn tại bề ngoài che giấu đối phương). Sau 1975 phía cách mạng cũng công khai vai trò lãnh đạo về mặt chính trị của Đảng Lao động với Chính phủ cách mạng lâm thời (điều này phù hợp với quy định các lực lượng chính trị ở nguyên tại chỗ của Hiệp định Genève-1954), nhưng hai chính phủ chỉ chính thức hợp nhất sau Tổng tuyển cử 1976. Các văn kiện Đảng sau 1975 cho thấy Hội đồng Chính phủ Việt Nam Dân chủ Cộng hòa sau 1975 còn có quyền ở miền Nam dù chưa hợp nhất chính thể, vì nó không vi phạm các Hiệp định đã ký kết và luật pháp trước đây của Việt Nam Dân chủ Cộng hòa.
Sau khi Việt Nam thống nhất bằng Hiệp thương Tổng tuyển cử 1976, Quân Giải phóng được sáp nhập hình thức vào Quân đội nhân dân Việt Nam.

## Tổ chức
Quân giải phóng Miền Nam ban đầu bao gồm lực lượng bán vũ trang, phi chính quy được phép ở lại không đi tập kết, lực lượng mới chiêu mộ tại miền nam. Để tăng cường lực lượng, miền Bắc chi viện thêm lực lượng đưa từ ngoài bắc vào theo dạng tình nguyện tham gia Quân Giải phóng chứ không phân biệt quân đội hai miền Nam-Bắc như quan điểm của Hoa Kỳ và Việt Nam Cộng hòa . Ban đầu đa phần các lực lượng tăng viện cũng là bộ đội tập kết người gốc miền nam, trở về chiến đấu gần quê hương, sau này do tổn thất trong chiến đấu cũng như nhu cầu tăng cường quân số, nên các chiến sĩ người gốc miền Bắc vào Nam chiến đấu ngày càng nhiều.
Quân Giải phóng miền Nam chịu sự chỉ đạo của Bộ Chính trị Đảng Lao động Việt Nam, Tổng Quân ủy Trung ương Quân đội nhân dân Việt Nam, Bộ Tổng tư lệnh, Trung ương Cục miền Nam, Quân ủy Miền, Bộ tư lệnh các lực lượng vũ trang giải phóng miền Nam, Khu ủy Trị Thiên, Khu ủy khu V và Quân khu ủy, Bộ tư lệnh các khu: Trị Thiên, V, VI, VII, VIII, IX, các chiến trường, mặt trận, Đảng ủy quân sự và Bộ Chỉ huy quân sự các tỉnh, thành phố tại miền Nam.
Các tài liệu của Hoa Kỳ và phương Tây thường dùng từ "Việt Cộng" để chỉ lực lượng vũ trang được chiêu mộ tại miền Nam Việt Nam để phân biệt với Quân đội nhân dân Việt Nam mà họ thường gọi là "Quân đội Bắc Việt Nam". Hoa Kỳ mô tả một cách nhầm lẫn đây là hai lực lượng có chỉ huy, lực lượng và đường lối riêng, với quan hệ đồng minh tương trợ, vì năm 1962 Đảng bộ Miền Nam "tách ra" thành lập "Đảng Nhân dân Cách mạng Việt Nam" và công khai là nòng cốt Mặt trận và chỉ huy Quân giải phóng, có đường lối chính trị khác với Chính phủ Việt Nam Dân chủ cộng hòa và Đảng Lao động áp dụng tại miền Bắc khi đó. Thậm chí một số tài liệu còn cho là "Bắc Việt Nam" và "Việt Cộng" đánh dấu phân khu chiến trường khác nhau ("Bắc Việt Nam" phân mật danh ký hiệu B, còn "Việt Cộng" đánh mật danh MR). Phần lớn các tài liệu của Hoa Kỳ và Việt Nam Cộng hòa hiện nay vẫn phân biệt một cách rạch ròi quân đội cách mạng ở miền Nam trong chiến tranh gồm "Quân đội nhân dân Việt Nam" (họ gọi là "Quân đội Bắc Việt Nam") và "Quân giải phóng Miền Nam" (họ gọi là "Quân Việt Cộng"). Tuy nhiên, cách phân biệt này không chuẩn xác vì hai đội quân này đều được tổ chức chính quy.
Thực tế, các tài liệu và kế hoạch tác chiến của Quân đội nhân dân Việt Nam và Quân Giải phóng hoàn toàn không có sự phân biệt này mà sử dụng chung cụm từ "quân ta". Các tài liệu hiện nay của Nhà nước Việt Nam cho biết Quân Giải phóng miền Nam về mặt chính trị là một bộ phận của Quân đội nhân dân Việt Nam chiến đấu tại miền Nam, đều chung chỉ huy về mặt Đẳng với Quân đội nhân dân Việt Nam, có cùng trang bị và đường lối chiến lược-chính trị. Các lực lượng Quân đội Nhân dân Việt Nam và Quân giải phóng, trên các chiến trường A,B,C,K đều có thể bị thay thế, điều động, bổ sung chia tách hay sáp nhập theo các nguyên tắc thống nhất của Đảng.
Theo Bộ chỉ huy Viện trợ Quân sự Mỹ tại Việt Nam, trong tháng 1 năm 1968, tháng của cuộc tấn công Tết Mậu Thân, số lượng tiểu đoàn đối phương được thống kê như sau:
- Vùng một chiến thuật: 16 tiểu đoàn cơ động Việt Cộng và 53 tiểu đoàn cơ động Bắc Việt Nam.
- Vùng hai chiến thuật: 15 tiểu đoàn cơ động Việt Cộng và 35 tiểu đoàn cơ động Bắc Việt Nam.
- Vùng ba chiến thuật: 39 tiểu đoàn Việt Cộng và 20 tiểu đoàn cơ động Bắc Việt Nam.
- Vùng bốn chiến thuật: 29 tiểu đoàn cơ động Việt Cộng.

Trước đó không lâu, tháng 3 năm 1967, các đơn vị công binh bao gồm Lữ đoàn 305, Trung đoàn 426, và chín tiểu đoàn dưới sự kiểm soát của Phân nhánh công binh (Được biết đến như Bộ tư lệnh công binh trong danh sách MACV), và có thể có được các đơn vị công binh khác theo vào Mặt trận B2.
Từ ngữ "Quân đội Việt Cộng" hay "quân đội Bắc Việt Nam", theo nhiều sách báo của Mỹ, chỉ là để viết tắt cụm từ Quân giải phóng Miền Nam, và Quân đội nhân dân Việt Nam, chứ không hoàn toàn mang tính miệt thị. Sự phân chia này bắt nguồn từ những nguồn tin tình báo và do thám họ nhận được, đưa đến suy luận về các đơn vị hai quân đội (dựa trên xuất xứ khi hình thành của đơn vị quân đội cụ thể) có ban lãnh đạo riêng, chứ không có tin tình báo do thám nào làm được phân biệt quân đội đối phương dựa theo nguồn gốc vùng miền của mỗi cá nhân tham gia đơn vị quân đội cụ thể cả. Tuy nhiên nhận định về sự lãnh đạo quân đội bên phía cách mạng của Mỹ thường không chuẩn xác.
Theo một báo cáo của Mỹ, tháng 3 năm 1972: Có hơn 37.500 quân (7.500 quân Việt Cộng, 35.500 quân Bắc Việt Nam, cả chủ lực và địa phương) ở vùng I, gần 24.000 quân (gần 10.000 quân Việt Cộng, hơn 13.500 quân Bắc Việt Nam, cả chủ lực và địa phương) ở vùng II, hơn 23.700 quân (hơn 13.600 quân Việt Cộng, hơn 10.000 quân Bắc Việt Nam, cả chủ lực và địa phương) ở vùng III, gần 17.000 quân (hơn 13.100 quân Việt Cộng, hơn 5.700 quân Bắc Việt Nam, cả chủ lực và địa phương) ở vùng IV, tổng cộng hơn 101.000 quân.
Nếu tính cả các lực lượng khác kể cả chỉ huy tham gia trực tiếp chiến đấu ở vùng I là hơn 74.400 quân (hơn 20.800 quân Việt Cộng, hơn 47.400 quân Bắc Việt Nam, cộng với 6.400 du kích), vùng II hơn 42.400 (hơn 13.700 quân Việt Cộng, hơn 19.700 quân Bắc Việt Nam, cộng với 8.900 du kích), hơn 60.900 quân (hơn 43.900 quân Việt Cộng, hơn 15.000 quân Bắc Việt Nam, cộng với 1.900 du kích) ở vùng III, vùng IV có hơn 34.500 quân (21.500 quân Việt Cộng, hơn 3700 quân Bắc Việt Nam, cộng với 9.200 du kích) tổng cộng hơn 212.000 người (hơn 100.000 quân Việt Cộng, gần 86.000 quân Bắc Việt Nam, 26.400 du kích). Ngoài bộ đội Quân đội nhân dân trong các đơn vị từ miền Bắc vào, còn có khoảng 19.000 - 21.000 thuộc Quân đội nhân dân trong các đơn vị Việt Cộng. Quân Giải phóng trên thực tế chỉ độc lập tương đối với Quân đội nhân dân Việt Nam về mặt pháp lý, còn về bản chất thì cả hai lực lượng chỉ là một.
Thống kê của Mỹ (1972) theo các tỉnh, quân chủ lực và địa phương, và các lực lượng khác trực tiếp tham gia chiến đấu (không kể du kích) đóng tại chỗ, di chuyển vào hay có thể đã di chuyển vào:
- Quảng Trị hơn 23.000, Thừa Thiên hơn 17.500, Quảng Nam hơn 11.700, Quảng Tín hơn 9.400, Quảng Ngãi hơn 7.700
- Bình Định hơn 8.900, Kon Tum hơn 9.100, Pleiku hơn 4.500, Phú Bổn gần 600, Phú Yên hơn 1.300, Khánh Hòa hơn 1.300, Ninh Thuận hơn 600, Darlac hơn 1000, Quảng Đức hơn 1.300, Tuyên Đức hơn 1.000, Lâm Đồng gần 500, Bình Thuận hơn 1.800
- Bình Tuy hơn 3.200, Phước Long hơn 11.400, Bình Long gần 6.200, Long Khánh hơn 1.300, Phước Tuy hơn 600, Biên Hòa hơn 2.000, Tây Ninh hơn 25.200, Bình Dương hơn 2.600, Hậu Nghĩa gần 3.100, Long An hơn 1.700, Gia Định gần 500
- Sa Đéc gần 200, Kiến Tường hơn 2.300, Định Tường gần 4.200, Gò Công hơn 300, Kiến Hòa hơn 1.700, Kiến Phong hơn 1.800, Châu Đốc gần 1.800, An Giang gần 200, Kiên Giang hơn 5.400, Vĩnh Bình hơn 1.800, Vĩnh Long gần 700, Phong Dinh hơn 800, Chương Thiện gần 1.600, Ba Xuyên hơn 200, Bạc Liêu hơn 400, An Xuyên hơn 1.800
- Cộng thêm 26.400 du kích tổng cộng thống kê được hơn 210.000 người.

Các tài liệu Mỹ trong chiến tranh phổ biến gọi Quân đội nhân dân Việt Nam là "quân đội Bắc Việt Nam", đây là quân được đào tạo, huấn luyện, chọn lựa tại miền Bắc mà hầu như toàn bộ là người miền Bắc. Mỹ ký hiệu của lực lượng này là "NVA" hay "PAVN" và lực lượng này được trang bị vũ khí, quân phục hoàn chỉnh. Còn Quân giải phóng Miền Nam (Mỹ gọi là Việt Cộng, PLAF ) là quân được thiết lập và rèn luyện tại miền Nam, thành phần trước tiên là những người cư trú tại Miền Nam. Cả Quân đội nhân dân và Quân giải phóng đều được chia thành quân chủ lực và quân địa phương, ngoài ra có du kích. Cách gọi của Mỹ không chính xác trong thực tế, bởi thực chất cả quân ngoài Bắc vào hay hình thành tại miền Nam đều có một ban lãnh đạo chung. Các đơn vị hành quân từ miền Bắc vào sẽ liên tục tuyển thêm quân là bộ đội địa phương người miền Nam, và các đơn vị thành lập ở miền Nam cũng sẽ liên tục nhận thêm bộ đội từ miền Bắc vào chi viện, kết quả là phần lớn các đơn vị Quân Giải phóng miền Nam có cả bộ đội người miền Bắc lẫn người miền Nam. Trong chiến tranh, tài liệu của bên cách mạng luôn chỉ gọi các đội quân chiến đấu ở Miền Nam là "Quân giải phóng Miền Nam", mặc dù khẳng định sự chi viện của miền Bắc cho miền Nam, nhưng chỉ nói "quân dân miền Nam" hay "các lực lượng võ trang giải phóng" chung chung. Sau Hiệp định Paris ký kết, tất cả Quân giải phóng miền Nam (không phân biệt lực lượng hình thành tại chỗ hay di chuyển từ Bắc vào) đều trực thuộc biên chế quản lý của Bộ Quốc phòng Chính phủ Cách mạng Lâm thời. Tuy nhiên theo nguyên tắc, tất cả quân đội do Đảng thành lập chịu sự chỉ huy của các cấp ủy đảng và bộ máy đảng chỉ huy quân đội. Theo tài liệu nhà nước Việt Nam công bố sau chiến tranh năm 1965 thì Quân giải phóng Miền Nam, có 80% là người miền Nam, 20% là người miền Bắc, đến 1975 thì 80% là người miền Bắc và 20% là người miền Nam nhưng khi đó tổng quân số lớn trước nhiều.
Đảng Nhân dân Cách mạng công khai lãnh đạo Quân giải phóng, tuy nhiên các tài liệu đối phương thu thập được không khẳng định được nó độc lập đến đâu với Đảng Lao động. Tài liệu sau Hiệp định Paris năm 1973 (công khai cho đối phương chứ không phải thực chất) cho biết Đảng Nhân dân Cách mạng như là một nhánh của Đảng Lao động, có sự "tự quản", độc lập tương đối về pháp lý nhưng không độc lập về chủ trương, chính sách với Đảng Lao động (lãnh đạo của Đảng này tham gia lãnh đạo T.Ư. cục MN của Đảng Lao động). Sau 30 tháng 4 năm 1975 Đảng Lao động công bố công khai Đảng Nhân dân Cách mạng thực tế là đảng bộ Miền Nam của Đảng Lao động (khi đó Phạm Hùng là bí thư Đảng bộ) và luôn chịu sự quản lý trực tiếp của TƯ Đảng. Như vậy trên thực tế tất cả các lực lượng vũ trang cách mạng đều chịu sự chỉ đạo chung của Trung ương Đảng, Quân ủy TƯ, Bộ Tổng Tư lệnh. Trung ương Cục Miền Nam, Quân ủy Miền và Bộ Tư lệnh các lực lượng các lực lượng vũ trang giải phóng Miền Nam thực tế chỉ huy trực tiếp trên địa bàn B2 (dù công khai chỉ huy Quân giải phóng trên địa bàn Miền Nam không cho biết quân hình thành tại miền nam hay di chuyển từ ngoài bắc vào).

## Hoạt động

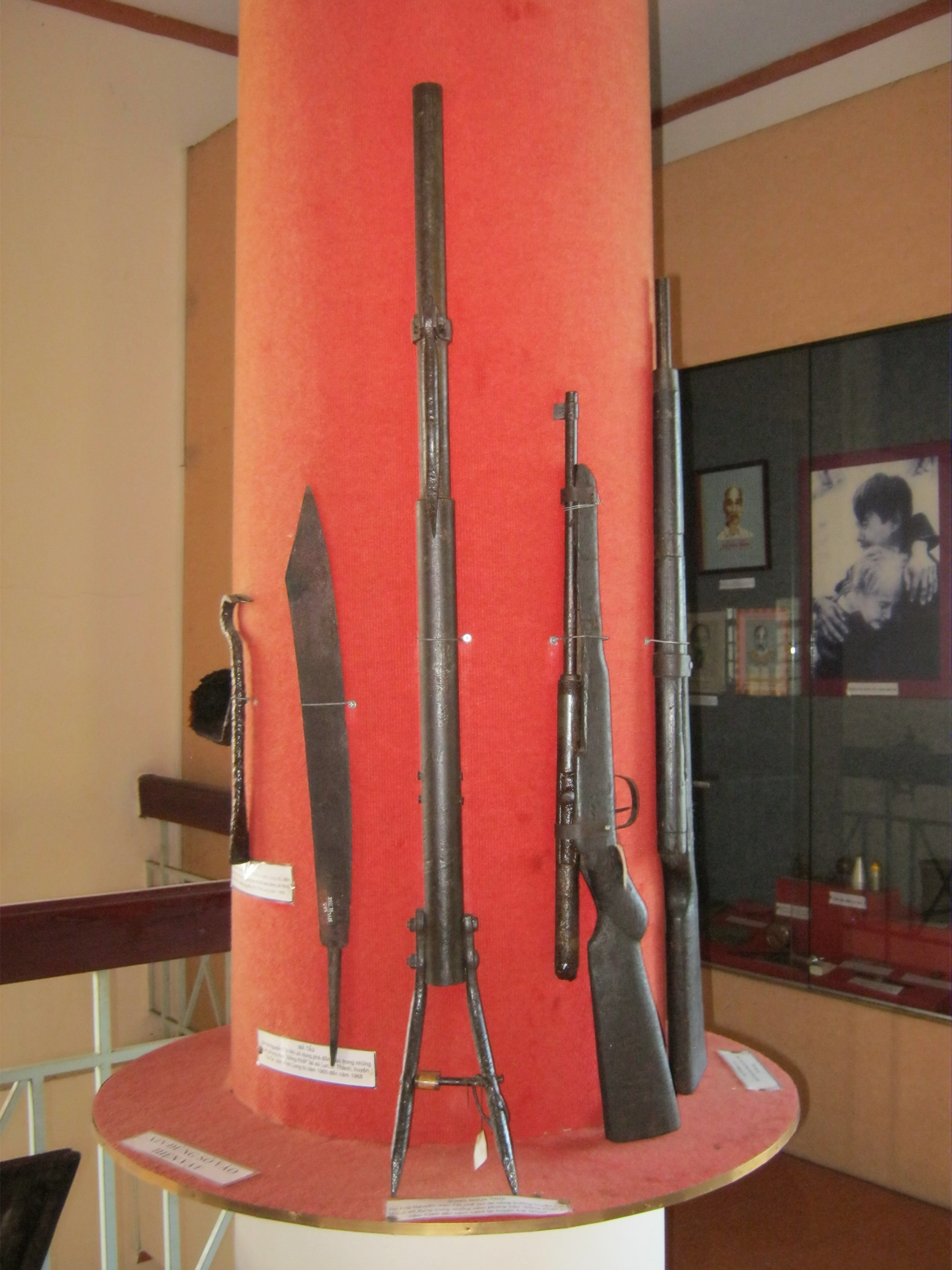
Một số vũ khí của quân Giải phóng miền Nam Việt Nam

Mục đích của Mặt trận Dân tộc Giải phóng ban đầu là thành lập Quân giải phóng Miền Nam - lực lượng vũ trang của Mặt trận nhằm phù hợp với các quy định của Hiệp định Genève về việc Đảng Lao động Việt Nam vẫn có quyền có cơ sở ở miền Nam Việt Nam nhưng không được triển khai lực lượng vũ trang chính quy tại đây. Người lính miền Bắc gia nhập Quân Giải phóng miền Nam (cùng trang phục nhưng huy hiệu trên mũ và lá cờ - là lực lượng của Mặt trận, phân biệt với quân ngoài Bắc) và được xem là hành động ủng hộ, hỗ trợ, giúp đỡ, chi viện cho miền Nam. Khi xét tới hồ sơ quân nhân của những người lính thì họ đều có đơn tình nguyện gia nhập Quân Giải phóng, Quân đội nhân dân chỉ là bên giúp họ di chuyển từ Bắc vào Nam.

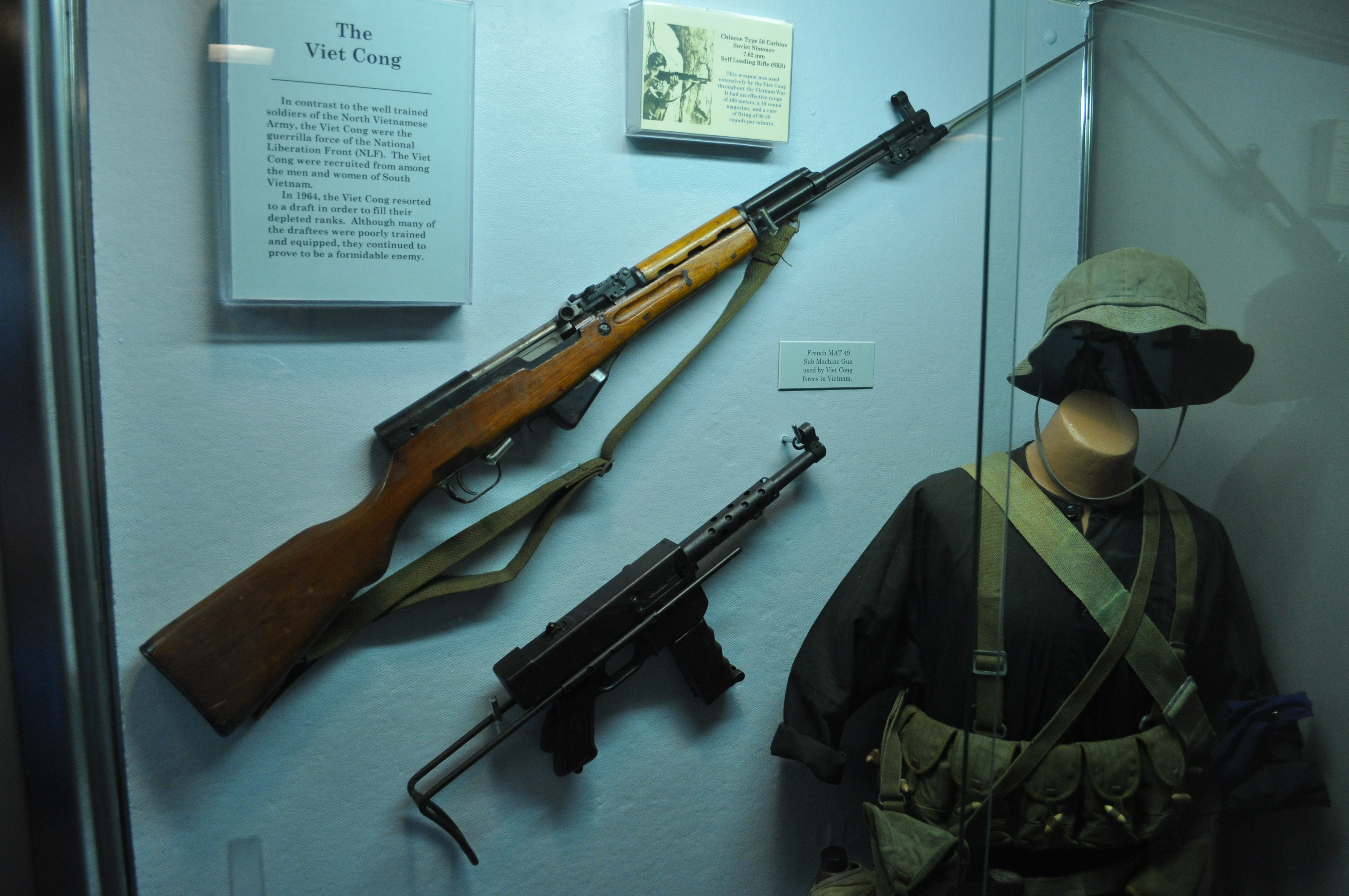
Quân trang của một du kích ở miền Nam. Chỉ mang tính tượng trưng, vì rất nhiều du kích quân trang bị M1 Carbine và AR-15.

Suốt cuộc Chiến tranh Việt Nam, các lực lượng Quân giải phóng ở miền Nam ăn mặc không giống nhau và hay thay đổi tùy tình hình. Các lực lượng thường được phiên chế thành các lực lượng chịu sự chỉ huy trực tiếp của Bộ Tư lệnh các lực lượng vũ trang giải phóng miền nam và Trung ương Cục miền Nam, Bộ Tư lệnh Quân khu V, Quân khu Trị Thiên và cấp ủy cùng cấp, gồm các chỉ huy tại miền Nam, chịu trách nhiệm lãnh đạo thống nhất các chỉ thị từ cấp cao hơn là Tổng Quân ủy đóng tại ngoài Bắc.
Đối với Hoa Kỳ và Việt Nam Cộng hòa, sự phân biệt lực lượng vũ trang cách mạng ở miền nam gồm Quân đội nhân dân là "Quân đội Bắc Việt Nam" với Quân giải phóng Miền Nam là "quân Việt cộng" dựa trên các thông tin tình báo, do thám mà họ thu thập được là di chuyển từ ngoài Bắc vào (mà họ cho là do Đảng Lao động lãnh đạo) và hình thành tại chỗ (mà họ cho là Đảng Nhân dân cách mạng lãnh đạo), họ không thể nắm được lãnh đạo cụ thể từng đơn vị quân là ai và trong từng đơn vị có ai là người bắc hay nam (sau 1975 khi Đảng Nhân dân cách mạng công khai là Đảng bộ Miền Nam của Đảng Lao động thì họ mới rõ thực chất chỉ là một ban lãnh đạo chung - điều này phù hợp với quy định các lực lượng chính trị được ở nguyên tại chỗ trong Hiệp định Genève và Hiệp định Paris). Thực tế nhiều đơn vị có cả bộ đội quê miền bắc lẫn nam. Như đã nói ở trên, các lực lượng chính quy (Hoa Kỳ thường quy là "quân miền Bắc") cũng có người miền nam (phần lớn là gửi ra Bắc huấn luyện sau đó lại vào nam chiến đấu). Trong chiến tranh thì các đơn vị quân đội luôn phiên chế khác nhau, khi sáp nhập, khi chia tách, hay bổ sung. Các sư đoàn chính quy 5, 9, 3 Sao Vàng, 302 có rất đông đảo chiến sĩ quê miền nam, hoặc thậm chí trong các đơn vị từ miền bắc chuyển vào cũng không thiếu người miền nam. Nhiều khi, vì lý do thời chiến, trong hàng ngũ các lực lượng vũ trang tại chỗ (bộ đội địa phương, du kích) lại có bộ đội đến từ miền bắc.
Hoạt động chính của các lực lượng vũ trang địa phương là phối hợp với chủ lực, trừ một số đơn vị, tổ chức gan dạ đánh luôn không cần chủ lực. Do cách thức chiến đấu bán thời gian của du kích nên số lượng du kích rất đông đảo, không chỉ có nam thanh niên mà còn có phụ nữ, người lớn tuổi...
Tại miền Nam, các đảng viên Cộng sản hoạt động trên danh nghĩa là đảng viên Đảng Nhân dân cách mạng (nhưng thực tế là một bộ phận của Đảng Lao động). Quân khu V, và Khu ủy khu V và khu Trị Thiên do ngoài Bắc chỉ đạo trực tiếp, không thuộc Bộ Tư lệnh các lực lượng vũ trang miền nam, không thuộc Trung ương Cục (về quân sự từ 1961, về Đảng từ 1964). Tuy nhiên luôn có thay đổi liên tục cơ chế lãnh đạo trong thời gian chiến tranh.

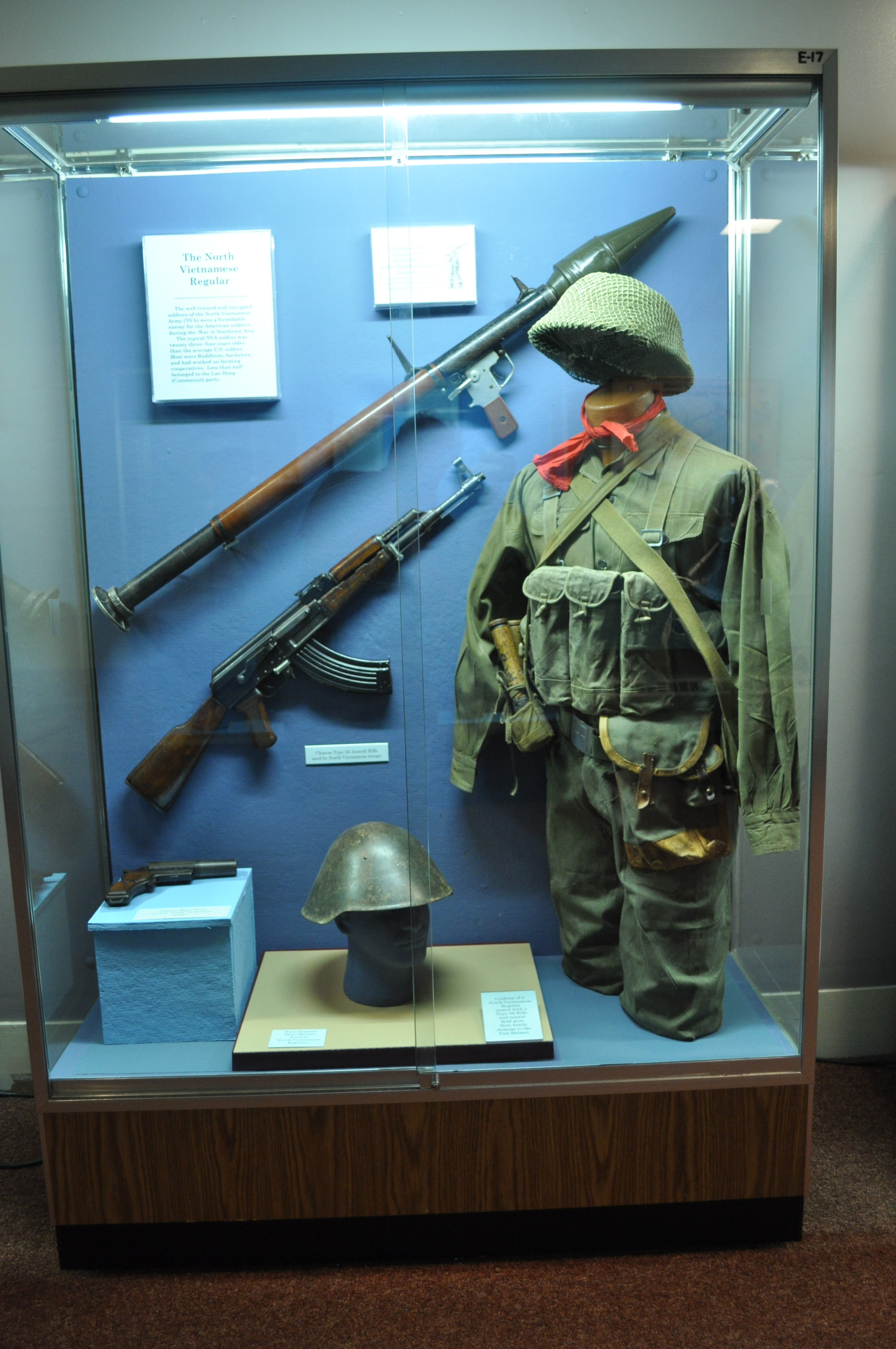
Quân trang của một người lính thuộc Quân đội nhân dân Việt Nam tại bảo tàng ở Hoa Kỳ (thật ra kiểu mũ đan lưới chỉ dùng trong chiến tranh chống Pháp được thay thế từ năm 1958 bởi mũ cối và mũ tai bèo)

Cũng giống như Việt Nam Dân chủ Cộng hòa và Mặt trận và Chính phủ cách mạng lâm thời, về thực tế tuy là hai nhưng lại là một, do chịu sự chỉ đạo thống nhất của Đảng Lao động nên không có một lập trường nào riêng rẽ. Tuy nhiên về mặt pháp lý, thì vẫn là hai sự khác biệt, với những tuyên ngôn khác nhau mang tính sách lược.
Sự công khai về sự lãnh đạo của Đảng sau này (hay những gì Hoa Kỳ họ biết trong thời gian chiến tranh) đều được phía Hoa Kỳ xem là "Miền Bắc" (Việt Nam Dân chủ Cộng hòa) can thiệp vào công việc nội bộ của "Miền Nam"... nhưng về phía Nhà nước Việt Nam thống nhất, thì xem đây là sự lãnh đạo của Đảng (không phải của riêng miền Bắc, cũng không phải riêng Việt Nam Dân chủ Cộng hòa) đối với cách mạng miền Nam và cả nước. Lập trường của Việt Nam Dân chủ Cộng hòa và Chính phủ Cách mạng lâm thời Cộng hòa miền Nam Việt Nam là do Hiệp định Geneve chỉ quy định về tập kết quân sự, vỹ tuyến 17 chỉ là giới tuyến quân sự chứ không phải biên giới quốc gia, lực lượng chính trị được tập kết tại chỗ và được hỗ trợ cho nhau nên việc họ ủng hộ miền Nam về chính trị là hợp pháp do các hoạt động này vẫn nằm trong lãnh thổ của cùng một quốc gia. Đối với những người ủng hộ cho đấu tranh giải phóng dân tộc thì hoàn toàn không có sự nhận thức Đảng Lao động là của riêng miền Bắc, cũng như giai đoạn trước 1954, thì Đảng đấu tranh chống Pháp cho toàn Đông Dương và Việt Nam.
Theo các tài liệu của Hoa Kỳ thì họ thường chia từ 1968 trở về trước lực lượng tham chiến chủ yếu là "Quân đội giải phóng", còn sau 1968 đến 1975 thì lực lượng tham chiến chủ yếu là "Quân đội nhân dân". Có sự phân chia này bởi sau 1968, Quân đội nhân dân Việt Nam chuyển từ đánh du kích là chủ yếu sang đánh hiệp đồng binh chủng quy mô lớn bằng quân chủ lực. Sự phân chia này đối với Việt Nam chỉ mang tính đặc trưng cho chiến thuật sử dụng, còn bản chất lực lượng quân đội vẫn như trước. Thực tế thì sau Mậu Thân, cả chủ lực lẫn lực lượng tại chỗ tổn thất khá nặng, trong những năm 67-68-69 đã mất đi cả thế hệ quân kháng chiến không thể xây dựng lại được. Đặc thù của quân chủ lực phải đảm bảo trình độ, trang bị, nên miền bắc phải gửi rất nhiều người vào để trám chỗ trống, vì vậy hầu hết quân chủ lực đều đến từ miền bắc. Chiêu mộ tại chỗ tăng cường luôn cho các lực lượng vũ trang tại chỗ (bộ đội địa phương, dân quân du kích). Càng về cuối chiến tranh Việt Nam Dân chủ Cộng hòa càng công khai vai trò trong chiến tranh trên danh nghĩa giúp Chính phủ Cách mạng lâm thời (điều này được Hiệp định Paris cho phép). Việc tách khu V về Trung ương và sau phân khu Trị - Thiên tách khỏi khu V về trung ương điều khiển trực tiếp cho thấy rõ điều này (ban đầu về mặt Đảng sau 1954 tồn tại Xứ ủy Nam Bộ và Liên khu ủy khu V, đến 1961 sáp nhập Liên khu V vào Nam bộ và lập Trung ương Cục miền Nam, bỏ cấp xứ ủy, đến 1964 lại tách Liên khu V ra không thuộc Trung ương Cục quản lý .
Sau năm 1973, nhiều đơn vị quân Giải phóng được chi viện tích cực từ miền bắc, về người và của (dù chi viện về người vô cùng khó khăn, thiếu thốn) sẵn sàng cho cuộc tấn công mới (Theo Hiệp định Paris, Chính phủ Cách mạng lâm thời Cộng hòa miền Nam Việt Nam và chính quyền Sài Gòn đều được nhận viện trợ theo nguyên tắc một đổi một, nhưng nguồn viện trợ chỉ trong lãnh thổ Việt Nam, không được nhận từ nước ngoài. Quy định này không áp dụng với Việt Nam Dân chủ Cộng hòa). Các đơn vị quân Giải phóng ở cả miền trung và Nam bộ, nhưng phần lớn là miền tây nam bộ, tự sáp nhập, tăng cường và trở thành các đơn vị chính quy hoàn chỉnh. Thí dụ lữ đoàn 316 biệt động Sài Gòn, sư đoàn 8 và rộng hơn là binh đoàn 232...

## Các chiến dịch, trận đánh tiêu biểu
- Trận Ấp Bắc
- Trận Bình Giã
- Trận Đồng Xoài
- Trận Vạn Tường
- Trận Núi Thành
- Chiến dịch Ba Gia
- Chiến dịch Mậu Thân 1968
- Chiến dịch Xuân - Hè 1972
- Chiến dịch Nguyễn Huệ
- Chiến dịch Đường 14 - Phước Long
- Chiến dịch Tây Nguyên
- Chiến dịch Huế - Đà Nẵng
- Chiến dịch Hồ Chí Minh

## Các chỉ huy tiêu biểu
Các chức danh Tư lệnh, Chính ủy, Tham mưu trưởng và các chức danh chỉ huy Bộ Tư lệnh Miền trực tiếp chỉ đạo trên địa bàn B2.

### Tư lệnh Miền
(Chỉ huy trực tiếp trên địa bàn B2)
| STT | Tên (Bí danh)               | Giai đoạn                              | Các chức vụ khác                                                             |
| --- | --------------------------- | -------------------------------------- | ---------------------------------------------------------------------------- |
| 1   | Nguyễn Hữu Xuyến            | tháng 2-8 năm 1961 (Phụ trách Tư lệnh) | Phó Tư lệnh Quân Giải phóng Miền Nam Việt Nam (1965-1974)                    |
| 2   | Trần Văn Quang (Bảy Tiến)   | tháng 8/1961-1963                      | Tư lệnh kiêm Chính ủy Quân khu Trị - Thiên (1966-1973)                       |
| 3   | Trần Văn Trà (Tư Chi)       | 1963-1967                              | Phó Bí thư Quân ủy, Phó tư lệnh Miền (1968-1972)                             |
| 4   | Hoàng Văn Thái (Mười Khang) | 1967-1973                              | Phó Bí thư Quân ủy (1967-1973), Tư lệnh kiêm Chính ủy Quân khu 5 (1966-1967) |
| 5   | Trần Văn Trà (Tư Chi)       | 1973-1975                              | Phó Bí thư Quân ủy, Phó tư lệnh Miền (1968-1972)                             |

### Chính ủy Miền
Theo Nghị quyết tháng 1 năm 1961 của Tổng Quân ủy, chức vụ này có tên gọi chính thức là Bí thư Quân ủy Miền. Lãnh đạo Quân giải phóng trực tiếp trên địa bàn B2.
| STT | Tên (Bí danh)              | Giai đoạn | Các chức vụ khác |
| --- | -------------------------- | --------- | --- |
| 1   | Phạm Thái Bường (Ba Bường) | 1961-1962 | Bí thư Khu ủy 9 (1969-1974), Ủy viên thường vụ Trung ương Cục miền Nam (1965-1974)                                                                           |
| 2   | Trần Nam Trung (Hai Hậu)   | 1962-1964 | Ủy viên Quốc phòng Mặt trận Dân tộc Giải phóng miền Nam (1961-1976) Bộ trưởng Quốc phòng Chính phủ Cách mạng lâm thời Cộng hòa Miền Nam Việt Nam (1969-1976) |
| 3   | Nguyễn Chí Thanh (Sáu Di)  | 1964-1967 | Bí thư Trung ương Cục miền Nam (1964-1967) |
| 4   | Phạm Hùng (Hai Hùng)       | 1967-1975 | Bí thư Trung ương Cục miền Nam (1967-1975) |

### Tham mưu trưởng Miền
(Chỉ huy trực tiếp trên chiến trường địa bàn B2
| STT | Tên (Bí danh)              | Giai đoạn | Các chức vụ khác                                                            |
| --- | -------------------------- | --------- | --------------------------------------------------------------------------- |
| 1   | Trần Đình Xu (Ba Đình)     | 1963-1964 | Phó Tư lệnh Miền (1963-1964), Tư lệnh Quân khu Sài Gòn Gia Định (1964-1969) |
| 2   | Lê Đức Anh (Sáu Nam)       | 1964-1969 | Phó Tư lệnh Miền (1964-1969, 1974-1975), Tư lệnh Quân khu 9 (1969-1974)     |
| 3   | Nguyễn Minh Châu (Năm Ngà) | 1969-1970 | Tư lệnh Quân khu 6 (1963-1969), Tham mưu phó Miền (1970-1974)               |
| 4   | Hoàng Cầm (Năm Thạch)      | 1970-1974 | Tư lệnh Sư đoàn 9                                                           |

### Chỉ huy khác Bộ tư lệnh Miền
| STT | Tên (Bí danh)                    | Chức vụ |
| --- | -------------------------------- | --- |
| 1   | Nguyễn Thị Định (Ba Định)        | Phó tư lệnh Miền (1965-1975) |

Nguyễn Thị Định
Nữ tướng của Quân Giải phóng miền Nam Việt Nam

| 2   | Đồng Văn Cống (Bảy Cống)         | • Phó tư lệnh Miền (1965-1972) • Tư lệnh Quân khu 3 (1964-1968) • Tư lệnh Quân khu 1 (1972-1975)                                                                           |
| 3   | Nguyễn Hữu Xuyến (Tám Kiến Quốc) | Phó tư lệnh Miền (1965-1974) |
| 4   | Lê Trọng Tấn (Ba Long)           | Phó tư lệnh Miền (1965-1971) |
| 5   | Trần Độ (Chín Vinh)              | Phó chính ủy Miền (1965-1974) |
| 6   | Lê Văn Tưởng (Hai Chân)          | • Chủ nhiệm Chính trị Miền (1961-1965, 1967-1975) • Chính ủy Sư đoàn 9 (1965-1967) • Phó chính ủy Miền (1972-1975)                                                         |
| 7   | Trần Văn Phác (Tám Trần)         | Chủ nhiệm Chính trị Bộ tư lệnh Miền |
| 8   | Bùi Phùng                        | Chủ nhiệm Hậu cần Bộ tư lệnh Miền |
| 9   | Trần Văn Nghiêm (Hai Nghiêm)     | Tham mưu phó Miền (1965-1975) |
| 10  | Dương Cự Tẩm                     | • Cục phó Chính trị Miền (1964-1966) • Chính ủy Sư đoàn 7 (1966-1967) • Phó chính ủy Quân khu 3 (1968-1969) • Chính ủy Quân khu 2 (1969-1974) • Chính ủy Quân khu 7 (1974) |
| 11  | Nguyễn Thành Thơ (Mười Khẩn)     | Tư lệnh Quân khu 3 thuộc B2 - (1961-1964) |
| 12  | Nguyễn Văn Bé (Tám Tùng)         | Chính uỷ Quân khu 3 (thuộc B2) |
| 13  | Nguyễn Trọng Xuyên               | Tư lệnh Quân khu 6, thuộc B2. |
| 14  | Đàm Văn Ngụy                     | Tư lệnh Sư đoàn 7- thuộc B2 (1972-1973) |

### Chỉ huy địa bàn khác
| STT | Tên (Bí danh)           | Chức vụ |
| --- | ----------------------- | --- |
| 1   | Trần Quý Hai            | Tư lệnh B5 (1968 và 1971-1972)                                                                                       |
| 2   | Lê Quang Đạo            | Chính ủy B5 (1968 và 1971-1972)                                                                                      |
| 3   | Chu Huy Mân             | • Tư lệnh kiêm Chính ủy B3 (1965-1967), • Tư lệnhQuân khu 5 (1967-1975)                                              |
| 4   | Lê Tự Đồng              | • Chính ủy B5 (1969–1972), Chính ủy Quân khu Trị Thiên (1972-1975), • Tư lệnh Quân khu Trị Thiên (1974-1975)         |
| 5   | Đoàn Khuê               | Phó chính ủy Quân khu 5 (1963-1975)                                                                                  |
| 6   | Nguyễn Đôn              | Tư lệnh Quân khu 5 (1961-1967)                                                                                       |
| 7   | Đặng Kinh               | Tư lệnh Quân khu Trị Thiên - Huế                                                                                     |
| 8   | Nguyễn Hòa (Trần Doanh) | • Phó tư lệnh B5 (1967-1968), • Tư lệnhSư đoàn 5 (1965-1966), Sư đoàn 7 (1966-1967) • Tư lệnh Quân đoàn 1 (từ 1974). |
| 9   | Nguyễn Chánh            | Phó tư lệnh Quân khu 5, Tư lệnh Mặt trận Quảng - Đà                                                                  |

Lưu ý: Trên danh nghĩa là Bộ Tư lệnh Miền chỉ huy toàn bộ Quân giải phóng các địa bàn miền Nam. Nhưng thực tế Trung ương trực tiếp chỉ huy Chiến trường B1 (và về sau được chia tách tiếp thành B3, B4, B5), cụ thể như Quân khu V, Quân khu Trị Thiên... Còn B2 thì do Trung ương Cục Miền nam và Bộ Tư lệnh Miền chỉ huy trực tiếp theo ủy quyền nhưng vẫn đặt dưới sự chỉ huy chung của Trung ương.

## Phân chia địa bàn tác chiến

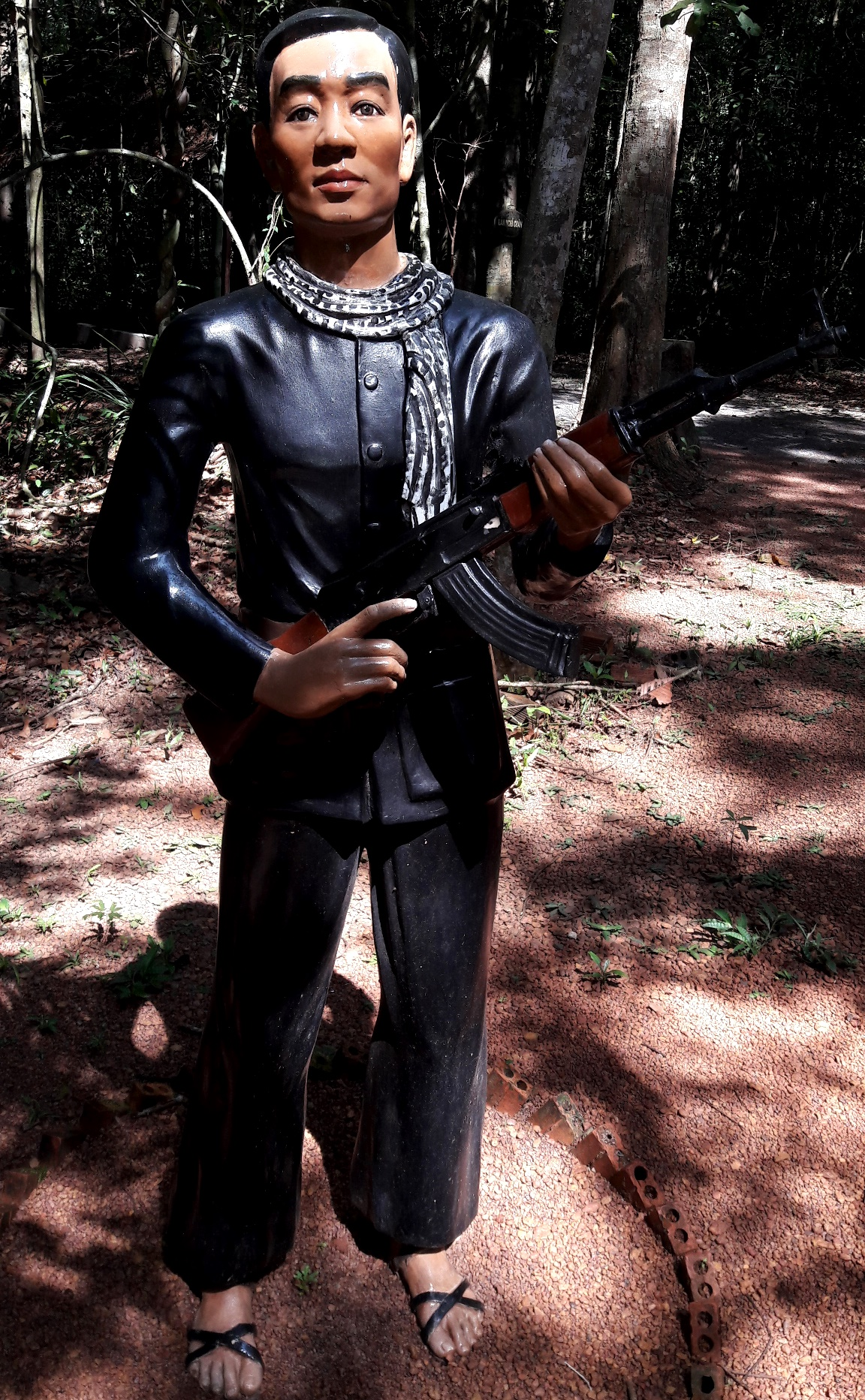
Tượng một chiến sĩ giải phóng quân ở Chiến khu D

Trong suốt chiến tranh Việt Nam, tùy theo giai đoạn và hình thái chiến tranh, các địa bàn quân sự của Quân Giải phóng miền Nam Việt Nam được Trung ương Đảng, Quân ủy Trung ương, Bộ Tổng tư lệnh phân chia các chiến trường và có điều chỉnh, thay đổi cho phù hợp. Chiến trường Miền Nam được gọi là B, và phân B1, B2 (1961). B2 do Trung ương Cục Miền Nam, Quân ủy Miền, Bộ tư lệnh Miền phụ trách (lãnh đạo, chỉ huy) trực tiếp dưới sự chỉ đạo toàn diện của Trung ương.
Còn B1 được chia tách: năm 1964 có thêm B3 (Tây Nguyên); năm 1966 thêm B4 (Trị Thiên), B5 (Đường 9 - Bắc Quảng Trị), đến năm 1972 thì B5 được sáp nhập lại vào B4). Như vậy B1 và sau là B3, B4: sau khi các Mặt trận được hình thành, đều do Trung ương trực tiếp lãnh đạo và chỉ huy. B1, B3 thuộc Quân khu V, B4 và B5 thuộc Quân khu Trị Thiên, mỗi quân khu có khu ủy phụ trách.
Trên địa bàn B2, từ 1961 Trung ương chia thành các quân khu 6,7,8,9,10 và đặc khu Sài Gòn - Gia Định, tương ứng có các khu ủy phụ trách. Cùng trong khi đó Trung ương Cục Miền Nam, Quân ủy miền Nam và Ban Quân sự Miền lại chia thành các Quân khu đánh số từ 1 đến 6, 10 trên toàn miền Nam (sau có thêm quân khu 7 và khu trọng điểm), trong đó thuộc địa bàn B2 đánh số từ 1 đến 6 gồm: Quân khu 1 (miền Đông Nam bộ); Quân khu 2 (miền Trung Nam bộ); Quân khu 3 (miền Tây Nam bộ); Quân khu 4 (Sài Gòn – Gia Định); Quân khu 6 (cực Nam Trung Bộ và Nam Tây Nguyên). Theo đó: Quân khu 1 trùng với Quân khu 7 của Trung ương, Quân khu 2 (trùng với Quân khu 8 của Trung ương), Quân khu 3 (trùng với Quân khu 9 của Trung ương), Quân khu 4 trùng với đặc khu Sài Gòn - Gia Định,...
Sở dĩ có sự đánh số khác nhau này do Trung ương phân chia và đánh số theo tổng thể quy mô toàn cõi Việt Nam (từ Mục Nam Quan tới mũi Cà Mau). Còn sự phân chia và đánh số của Trung ương Cục, Bộ Tư lệnh Miền chỉ là trên danh nghĩa với hai cơ sở mang tính pháp lý (công khai), một là trên lãnh thổ thuộc quyền kiểm soát của chính phủ Cộng hoà miền Nam Việt Nam (tính từ Vĩ tuyến 17 tới mũi Cà Mau), hai là tương ứng với thứ tự 4 quân khu của "quân đội quốc gia" chính quyền Sài Gòn... Trên thực tế, trong quá trình tiến hành chiến tranh các danh bạ phân khu lãnh thổ từng bước được điều chỉnh thống nhất theo Trung ương và Bộ Tổng Tư lệnh.
Hình thái tổ chức địa bàn quân sự theo mặt trận được duy trì cho đến hết chiến tranh. Tuy nhiên, từ sau Hiệp định Paris 1973, quân Mỹ và đồng minh phải rút về nước, các lực lượng tác chiến đã được tái tổ chức lại thành những đơn vị chủ lực cơ động mạnh, chuẩn bị cho cuộc chiến kết thúc chiến tranh. Trong quá trình các lực lượng chính quy di chuyển, đóng quân qua địa bàn nào sẽ thuộc thẩm quyền địa bàn đó (B). Quân đoàn 4 và đoàn 232 thuộc thẩm quyền của Bộ tư lệnh Miền. Quân đoàn 2, 3 ở Tây Nguyên và Trị Thiên giống Quân đoàn 1 ngoài Bắc thuộc thẩm quyền của T.Ư. Nhiều trường hợp được thành lập ban chỉ huy chung để hiệp đồng chỉ huy từng chiến dịch cụ thể.

## Các đơn vị chủ lực
- Binh đoàn Tây Nguyên
- Binh đoàn Cửu Long
- Sư đoàn 1 (chủ lực B3, tổ chức như một chiến đoàn tạm thời thành lập tháng 12 năm 1965, giải thể cuối 1969)
- Sư đoàn 2 (chủ lực Khu 5, thành lập tháng 10 năm 1965)
- Sư đoàn 3 Sao Vàng (chủ lực Khu 5, thành lập tháng 9 năm 1965)
- Sư đoàn 3 (ban đầu là đơn vị C30B Miền, thành lập tháng 8 năm 1974)
- Sư đoàn 4 (chủ lực Khu 9, thành lập tháng 8 năm 1974)
- Sư đoàn 5 (chủ lực Miền, thành lập tháng 11 năm 1965)
- Sư đoàn 6 (chủ lực B3, thành lập tháng 11 năm 1965, giải thể tháng 8 năm 1966, tái lập tháng 4 năm 1968, giải thể cuối năm 1968)
- Sư đoàn 6 (chủ lực Khu 7, thành lập tháng 11 năm 1974)
- Sư đoàn 7 (sư đoàn 312B chủ lực Miền, thành lập năm 1966)
- Sư đoàn 8 (chủ lực Khu 9, thành lập tháng 10 năm 1974)
- Sư đoàn 9 (chủ lực Miền, thành lập tháng 9 năm 1965)
- Sư đoàn 10 (chủ lực B3, thành lập từ những thành phần còn lại của sư đoàn 1 vào tháng 9 năm 1972)
- Sư đoàn 31
- Sư đoàn 303
- Sư đoàn 320B
- Sư đoàn 324B
- Sư đoàn 325B
- Sư đoàn 308B
- Sư đoàn Đặc công 305
- Sư đoàn Đặc công 100